# ليمور
اللَّيْمُور (الجمع: لَيَامِير) أو الهَبَّار أو الهَوْبَر فرع من منثنيات المنخرين المنتمية إلى رتبة الرئيسيات يستوطن جزيرة مدغشقر. كلمة «ليمور» مشتقة من كلمة Lemures والتي تعني أشباح أو أرواح في الأساطير الرومانية واستخدمت في بادئ الأمر لوصف اللوريس النحيل لعاداته الليلية ووتيرته البطيئة، لكن لاحقًا استخدمت لوصف رئيسيات مدغشقر. كثيرًا ما يتم الخلط بين الليمور والرئيسات السلفية، إلا أنه في الواقع لم تتطور من القرود (لكن الليمور مجرد تبادل للصفات المورفولوجية والسلوكية مع الرئيسات القاعدية)، بل تطورت بشكل مستقل.
وصلت الليمورات إلى مدغشقر حوالي 62 إلى 65 (م.س.م) بواسطة التجمع على حصائر نباتية في الوقت الذي كانت فيه التيارات المحيطية مخولة للتشتيت المُحيطي إلى الجزيرة. منذ ذلك الحين، تطور الليمور للتعامل مع البيئة الموسمية وأعطاها تكيفها مستوى عالٍ من التنوع الذي تفتقره منافسيها من الرئيسيات الأخرى. قبل وصول البشر بقليل إلى الجزيرة (حوالي 2000 عام)، كانت هناك ليمورات كبيرة الحجم وكانت أحجمها تصل لأحجام ذكور الغوريلا. اليوم، هناك ما يقرب من 100 نوع من الليمورات، ومعظم هذه الأنواع تم اكتشافها أو ترقيتها إلى حالة الأنواع الكاملة منذ التسعينات، ومع ذلك فإن تَبْوِيب تصنيفات الليمور أمر جَدَلِيّ ويعتمد على مفهوم الأنواع المُستخدم. حتى التصنيف على مستوى أعلى أمر جدليّ هو الآخر، فبعض الخبراء يفضلون وضع معظم الليمور داخل تصنيف دون رتبة ليموريات الشكل، بينما يفضل البعض الآخر أن تحوي ليموريات الشكل كل منثنيات المنخرين الحية، ووضع الليموريات في فيلق ليموريات الشكل وجميع اللوريسيات والجلاجويات في فيلق لوريسيات الشكل.
تتراوح أحجام الليمورات من 30 غرام (1.1 أونصة) إلى 9 كجم (20 رطل)، وكذلك يشترك في العديد من الصفات الشائعة لدى الرئيسيات القاعدية، مثل أصابع متباينة باليدين والرجليين وأظافر بدلًا من المخالب (في معظم الأنواع). ومع ذلك، معدل كتلة الدماغ إلى الجسم أصغر منها في السعالي، وبين العديد من الصفات الأخرى التي يشاركها مع غيره من الرئيسيات الهبارية، لديهم «الأنف الرطب». الليمور بشكل عام الأكثر اجتماعية بين منثنيات المنخرين وتتواصل أكثر بالروائح والنداءات عن الإشارات البصرية. الكثير من تكيفات الليمور هي استجابة للبيئة الموسمية للغاية بمدغشقر. معدل الاستقلاب الأساسي لليمور منخفض نسبيًا وربما تظهر سلوكيات التكاثر الموسمي، والسكون (مثل وضع الإشتاء أو السبات)، أو الهيمنة الاجتماعية للإناث. معظمها يتناول أنواعًا متعددة من الفواكه والأوراق، في حين أن البعض يختص بنظم غذائية مُعينة. على الرغم من أنها تتشارك العديد من النظم الغذائية، فأنواع عديدة من الليمور تتشارك في نفس الغابات بأنماط حياتية مُختلفة.
ركزت بحوث الليمور على التصنيف وجمع العينات خلال القرنيين الثامن عشر والتاسع عشر. على الرغم من تدفق الملاحظات الميدانية من المستكشفين الأوائل، لم تبدأ الدراسات الحديثة لبيئة الليمور وسلوكه بشكل جدي حتى الخمسينيات والستينيات. عُرقِلت في البداية بسبب عدم الاستقرار السياسي والاضطرابات في مدغشقر خلال منتصف السبعينيات واستأنفت الدراسات الميدانية في الثمانينيات، وزادت إلى حد كبير فهمنا لهذه الرئيسيات. وقد وفرت مرافق البحوث مثل مركز جامعة ديوك لأبحاث الليمور الفرص البحثية تحت ظروف محكومة بدرجة أكبر. الليمورات مهمة للبحوث بسبب مزجها للخصائص البدائية والصفات المشتركة مع السعالي يمكن أن تسفر عن رؤى حول تطور الرئيسيات والإنسان. ومع ذلك، فالعديد من أنواع الليمور مهددة بالانقراض بسبب فقدان الموائل والصيد. على الرغم من أن التقاليد المحلية تساعد بحماية الليمور وغاباته، لكن قطع الأشجار غير المشروع، وانتشار الفقر، وعدم الاستقرار السياسي يعوق ويقوض جهود الحفظ. بسبب هذه التهديدات وتناقص أعدادهم، يَعْتبر الاتحاد الدولي لحفظ الطبيعة الليمور أكثر الثدييات المهددة بالانقراض في العالم، مشيرًا إلى أنه ابتداء من 2013 بنسبة تصل إلى 90٪ من جميع أنواع الليمورات ستواجه خطر الانقراض في غضون الـ 20 إلى 25 سنة المقبلة.

## أصل التسمية
أعطى كارولوس لينيوس، مؤسس التسمية الثنائية الحديثة، اسم ليمور عليها في أوائل عام 1758، عندما استخدمها في الطبعة العاشرة من كتابه نظام الطبيعة، حيث أدرج ثلاث أنواع تحت جنس الليمور: الليمور بطئ الخطو (اللُورِيس الأحمر النحيل، يعرف الآن اللوريس بطئ الخطو) والليمور الهراني (الليمور حلقي الذيل) والليمور الفلبيني الطائر (الكولوجو الفلبيني).
| ”                                                                      | Lemures dixi hos, quod noctu imprimis obambulant, hominibus quodanmodo similes, & lento passu vagantur.[أنا اسميهم ليمورات، لأنهم يتجولون في الليل، بطريقة معينة مشابهه للبشر، ويجولون بوتيرة بطيئة.] | “ |
| —كارولوس لينيوس‏،‏ مُتحف أدولف فريدريك في إشارة إلى اللوريس النحيل الأحمر | |   |

بالرغم من أن مصطلح «الليمور» قصد به في بادئ الأمر اللورس النحيل، لكنه بعد ذلك أصبح مقصورًا على الرئيسيات المستوطنة في مدغشقر، والتي عرفت «بالليمورات» من حينها. اشتق الاسم من المطلح اللاتيني ليمورس (باللاتينية: lemures)، والذي يشير إلى الأشباح التي كانت تطرد خلال مهرجان ليموريا في روما القديمة. بِناء على تفسير لينيوس نفسه، أختيرت هذه التسمية للنشاط الليلي والحركات البطيئة للوريس النحيل. أصبح مألوف مع أعمال أوفيد وورغيليوس ووجود تشابه متناسب مع نظام تسميته، وائم لينيوس مصطلح «الليمور» لهذه الرئيسيات الليلية. بالرغم من ذلك، فقد كان هناك افتراض شائع وكاذب بأن لينيوس كان يشير إلى مظهرها الشبيه بالشبح، وعيونها العاكسة، وصرخاتها الشبحية. كما تم التكهن بأن لينيوس قد عرف أن بعض سكان مدغشقر لديهم أساطير بأن الليمور هو أرواح أسلافهم، ولكن هذا غير وارد بالنظر إلى أن تم اختيار الاسم للوريس النحيل الموجود في الهند.

## التاريخ التطوري
الليمور من رئيسيات السعالي البدائية ينتمي إلى رتيبة منثنيات المنخرين. وكباقي منثنيات المنخرين الأخرى، مثل اللوريس والبوتو والجلاجو، قد شاركوا سمات موروثه من الرئيسات المبكرة. لهذا ففي الغالب ما يتم الخلط بين الليمور والرئيسيات السلفية؛ على الرغم من ذلك، فالليمور لا يؤدي إلى القردة أو السعادين (السعالي) فبدلًا من ذلك، قد تطور بشكل مستقل في عزلة على جزيرة مدغشقر. ويعتقد أن جميع منثنيات المنخرين الحديثة بما في ذلك الليمورات قد تطورت على نحْوٍ تقليديّ من الرئيسيات البدائية المعروفة باسم أدبيات الشكل (Adapiformes) خلال العصر الإيوسيني (56-34 م.س.م) أو العصر الباليوسيني (65-56 م.س.م). تفتقر أدبيات الشكل إلى الترتيب المميز للأسنان، والمعروف باسم مشط الأسنان، التي تمتلكه جميع منثنيات المنخرين الحية تقريبًا. ثمة فرضية أكثر حداثة هي أن الليمورات تنحدر من رئيسيات لوريسيات الشكل. تُدعم هذه النظرية بدراسات مقارنة لجين السيتوكروم ب ووجود مشط أسنان منثنيات المنخرين في كلتا المجموعتين. فبدلًا من أن تكون أسلاف مباشرة لليمورات، فقد أدت أدبيات الشكل إلى كل من الليمورات ولوريسيات الشكل، وهو الانقسام الذي تدعمه دراسات النشوء والتطور الجزيئي. يُعتقد أن الانقسام اللاحق بين الليمور واللوريس حدث حوالي 62 إلى 65 (م.س.م) وفقًا للدراسات الجزيئية، على الرغم من أن الاختبارات الجينية الأخرى، والسجل الأحفوري في أفريقيا يشير إلى تقديرات أكثر تحفظًا من 50 إلي 55 (م.س.م) لهذا الانقسام.
ذات يوم كانت جزيرة مدغشقر جزءًا من قارة غندوانا العملاقة، ثم عُزلت بعد أن انفصلت من شرق أفريقيا (~ 160 م.س.م)، والقارة القطبية الجنوبية (~ 80-130 م.س.م)، والهند (~ 80-90 م.س.م). لمّا يعتقد أن أسلاف الليمورات قد نشأت في أفريقيا (~62 إلى 65 م.س.م)، لكان سيتعين عليهم عبور قناة موزمبيق، قناة عميقة بين أفريقيا ومدغشقر مع حد أدنى للعرض حوالي 560 كم (350 ميل). في عام 1915، لاحظ عالم الحفريات ويليام ديلر ماثيو أن التنوع البيولوجي للثدييات على جزيرة مدغشقر (بما في ذلك الليمورات) لا يمكن إلا أن يكون نتيجة لأحداث نقل عشوائية، حيث التجمعات الصغيرة جدًا حُملت بالقرب من أفريقيا على حصير متشابك من النباتات، ومن ثم خرجت إلى البحر من الأنهار الكبرى. يمكن أن يحدث هذا الشكل من الانتشار البيولوجي بشكل عشوائي على مدى ملايين السنين. في الأربعينيات، صاغ عالم الحفريات الأمريكي جورج جايلورد سيمبسون مصطلح «فرضية اليانصيب» لمثل هذه الأحداث العشوائية. الانتقال عبر المحيط يعد التفسير الأكثر قبولًا لاستيطان الليمورات في مدغشقر، ولكن، وحتى وقت قريب كان يعتقد أن هذه الرحلة مستبعدة جدًا بسبب تدفق تيارات قوية في المحيط بعيدًا عن الجزيرة. في يناير 2010، أظهر تقرير أنه بنحو ~60 م.س.م. كانت كلًا من مدغشقر وأفريقيا 1,650 كم إلى الجنوب من مواقعهم الحالية، ما يجعلهم في دوامة محيطية مختلفة، وأنتجت تيارات تجري في عكس ما هو عليه اليوم. تُظهر التيارات المحيطية أنها كانت أقوى مما هو عليه اليوم، وهو ما دفع مجموعات الليمورات إلى جانب بعضها بشكل أسرع، وتقصير الرحلة إلى 30 يومًا أو أقل بما فيه الكفاية من أجل نجاة الثدييات الصغيرة خلالها بسهولة أثناء جنوح الصفائح القارية شمالًا، تغيرت التيارات تدريجيًا، وبنحو (20 م.س.م) كانت قد أنغلقت نافذة الانتشار المحيطي، وعُزلت الليمورات بفاعلية وباقي الحيوانات الأرضية المدغشقرية من بر أفريقيا الرئيسي. عُزلت الليمورات في مدغشقر مع عدد محدود من الثدييات المنافسة، فلم يجد مجموعات من الثدييات الشجرية المتطورة الأخرى تنافسه، مثل السناجب. كذلك أيضًا تجنّبت الحاجة إلى التنافس مع القردة، التي تطورت لاحقًا، متجنبه بذلك ذكاء وعدوان وخداع السعادين مما أعطاهم ميزة على غيرها من الرئيسيات في استغلال البيئة.

### التوزيع والتنوع

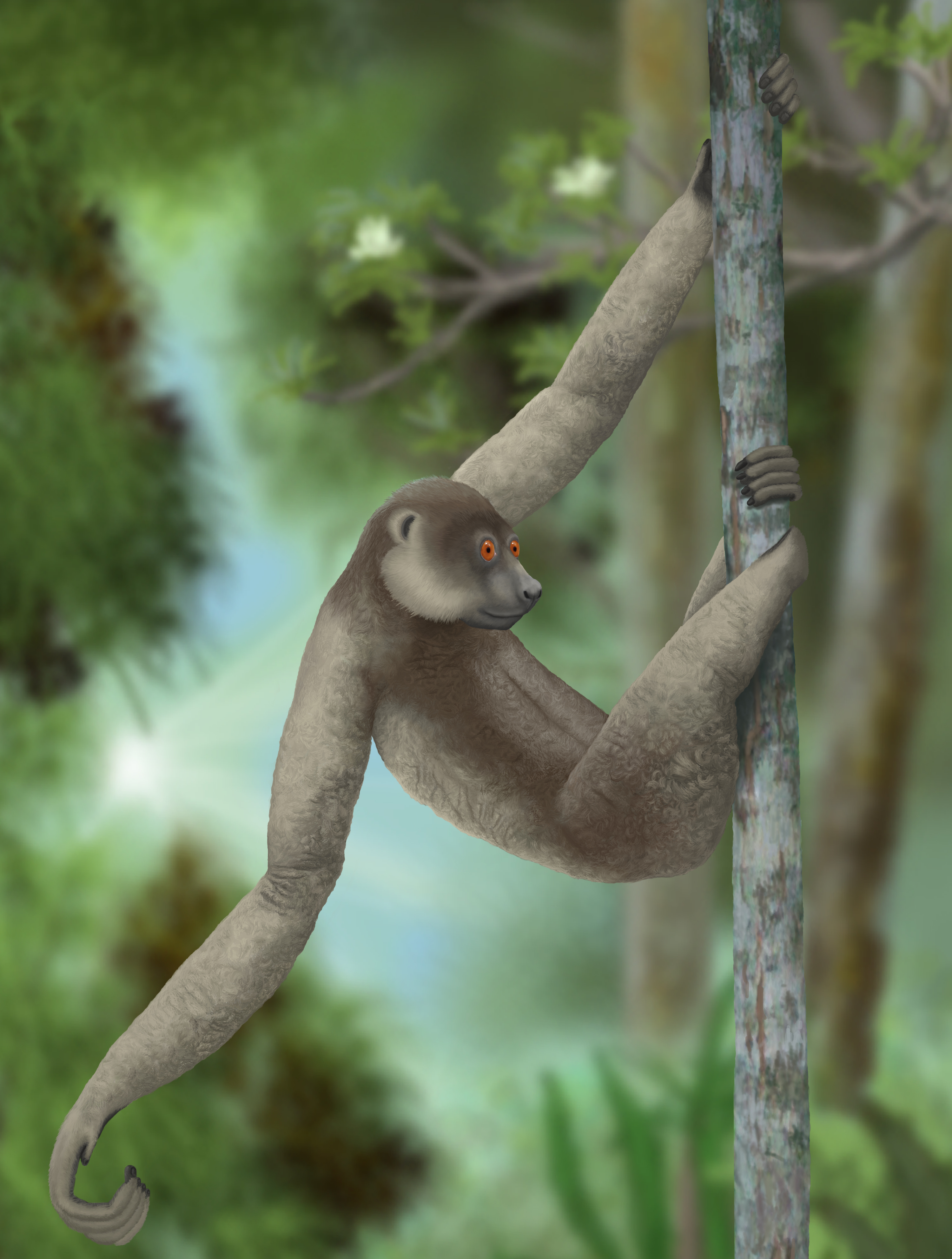
إينجينس بالايوبروبيثيكوس، ليمور أحفوري منقرض، نوع من الليمور الكسلان

تكيفت الليمورات لملء العديد من الأنماط الحياتية المفتوحة منذ أن شقوا طريقهم إلى مدغشقر. يتنوع سلوكها وتشكلها (المظهر الخارجي) عن منافسيها من السعادين والقردة الموجودة في أي مكان آخر من العالم. يتراوح حجمها من 30 غرام لليمور السيدة بيرت الفأري، أصغر الرئيسيات في العالم، إلى الإندري البدائي الذي انقرض مؤخرًا 160-200 كجم، طور الليمور أنماط متنوعة للتنقل، ومستويات متفاوتة من التعقيد الاجتماعي، وتكيف فريد مع المناخ المحلي.
يفتقر الليمور إلى أي صفات مشتركة التي تجعله ينسحب عن جميع الرئيسات الأخرى. وقد طورت أنواع مختلفة من الليمورات تركيبات فريدة من السمات غير العادية للتعامل مع مناخ مدغشقر القاسي والموسمي. ويمكن أن تشمل هذه الصفات تخزين موسمي للدهون، ونقص معدلات الاستقلاب (بما في ذلك البيات الشتوي والسبات)، ومجموعات صغيرة الحجم، وتَدَمُّغ منخفض (نسبة حجم الدماغ)، وفترات بحث عن طعام عشوائية ومتفرقة خلال الليل والنهار، ومواسم تكاثر صارمة. يعتقد أن القصور المدقع في الموارد والتكاثر الموسمي أدى أيضًا إلى ثلاثة سمات أخرى مشتركة نسبيًا بين الليمورات: الهيمنة الاجتماعية للإناث، ومثنوية الشكل الجنسية، والمنافسة بين الذكور للحصول على الإناث المنوطه بمستويات منخفضة من العدوانية، مثل منافسة السائل المنوي.
تواجدت الليمورات في جميع أنحاء الجزيرة قبل وصول البشر منذ حوالي 1500 إلى 2000 عام. حوّل المستوطنين الأوائل بسرعة الغابات إلى حقول للأرز وأراضي عشبية من خلال زراعة القطع والحرق (المعروف محليا باسم تافي)، وتقييد الليمور بما يقرب من 10% من مساحة الجزيرة، (حوالي 60,000 كم)2. تنوع وتعقد مجتمعات الليمور في الوقت الحالي زاد مع تنوع الحياة النباتية وهطول الأمطار وزيادة في الغابات المطيرة في الساحل الشرقي، حيث هطول الأمطار وتنوع النباتات هي أيضًا في أعلى مستوياتها. على الرغم من تكيفها مع العوامل الجوية الشديدة، فقد أسفر تدمير الموائل والصيد إلى انخفاض في أعداد الليمورات بشكل حاد، وتضاءل تنوعها، مع انقراض 17 نوع مؤخرًا على الأقل من ثمانية أجناس، المعروفة مجتمعة باسم الليموريات دون الإحفورية. ما يقرب من 100 نوع ونوع فرعي من الليمورات إما مهددة أو معرضة لخطر الانقراض. من المرجح أن يستمر الانقراض، ما لم تغير التوجهات الحالية.
حتى وقت قريب، كانت توجد ليمورات عملاقة بمدغشقر. لا يمثلها الآن سوى البقايا الأخيرة أو الأنواع الدون أحفورية، وكانوا الأشكال الحديثة التي كانت ذات يوم جزءًا من تنوع الليمورات التي تطورت في عزلة. لم يكن تأقلمها على نمط تأقلم أقربائها الأحياء. فجميع الأنواع السبعة عشر المنقرضة كانت أكبر من الموجودة الآن، ويقدر أوزان بعضها بـ200 كجم، ويعتقد أنها كانت تنشط خلال النهار. ليس فقط لتشابهها مع الليمورات الحية في كلًا من الحجم والمظهر، ولكن كذلك كانت تملئ أنماط حياتية لم تعد تكن موجودة هي الأخرى أو باتت غير مأهولة. أجزاء كبيرة من مدغشقر الخالية الآن من الغابات والليمور، استضافت في فترة ما تجمُعات من الرئيسيات المتنوعة شملت أكثر من 20 نوع من الليمور غطت نطاق كبير من أحجام الليمور.

### التصنيف وتاريخ تطور السلالة
|  | ليموريات إندرية                                                        |
|  |                                                                        |
|  | \| \| ليموريات شقية \| \| \| \| \| \| ليموريات فأرية الشكل \| \| \| \| |
|  |                                                                        |
|  | ليموريات شقية                                                          |
|  |                                                                        |
|  | ليموريات فأرية الشكل                                                   |
|  |                                                                        |

|  | ليموريات شقية        |
|  |                      |
|  | ليموريات فأرية الشكل |
|  |                      |

|  | ليموريات إندرية                                                        |
|  |                                                                        |
|  | \| \| ليموريات شقية \| \| \| \| \| \| ليموريات فأرية الشكل \| \| \| \| |
|  |                                                                        |
|  | ليموريات شقية                                                          |
|  |                                                                        |
|  | ليموريات فأرية الشكل                                                   |
|  |                                                                        |

|  | ليموريات شقية        |
|  |                      |
|  | ليموريات فأرية الشكل |
|  |                      |

|  | ليموريات إندرية                                                        |
|  |                                                                        |
|  | \| \| ليموريات شقية \| \| \| \| \| \| ليموريات فأرية الشكل \| \| \| \| |
|  |                                                                        |
|  | ليموريات شقية                                                          |
|  |                                                                        |
|  | ليموريات فأرية الشكل                                                   |
|  |                                                                        |

|  | ليموريات شقية        |
|  |                      |
|  | ليموريات فأرية الشكل |
|  |                      |

|  | ليموريات إندرية                                                        |
|  |                                                                        |
|  | \| \| ليموريات شقية \| \| \| \| \| \| ليموريات فأرية الشكل \| \| \| \| |
|  |                                                                        |
|  | ليموريات شقية                                                          |
|  |                                                                        |
|  | ليموريات فأرية الشكل                                                   |
|  |                                                                        |

|  | ليموريات شقية        |
|  |                      |
|  | ليموريات فأرية الشكل |
|  |                      |

|  | ليموريات إندرية                                                        |
|  |                                                                        |
|  | \| \| ليموريات شقية \| \| \| \| \| \| ليموريات فأرية الشكل \| \| \| \| |
|  |                                                                        |
|  | ليموريات شقية                                                          |
|  |                                                                        |
|  | ليموريات فأرية الشكل                                                   |
|  |                                                                        |

|  | ليموريات شقية        |
|  |                      |
|  | ليموريات فأرية الشكل |
|  |                      |

|  | ليموريات إندرية                                                        |
|  |                                                                        |
|  | \| \| ليموريات شقية \| \| \| \| \| \| ليموريات فأرية الشكل \| \| \| \| |
|  |                                                                        |
|  | ليموريات شقية                                                          |
|  |                                                                        |
|  | ليموريات فأرية الشكل                                                   |
|  |                                                                        |

|  | ليموريات شقية        |
|  |                      |
|  | ليموريات فأرية الشكل |
|  |                      |

|  | ليموريات إندرية                                                        |
|  |                                                                        |
|  | \| \| ليموريات شقية \| \| \| \| \| \| ليموريات فأرية الشكل \| \| \| \| |
|  |                                                                        |
|  | ليموريات شقية                                                          |
|  |                                                                        |
|  | ليموريات فأرية الشكل                                                   |
|  |                                                                        |

|  | ليموريات شقية        |
|  |                      |
|  | ليموريات فأرية الشكل |
|  |                      |

|  | ليموريات إندرية                                                        |
|  |                                                                        |
|  | \| \| ليموريات شقية \| \| \| \| \| \| ليموريات فأرية الشكل \| \| \| \| |
|  |                                                                        |
|  | ليموريات شقية                                                          |
|  |                                                                        |
|  | ليموريات فأرية الشكل                                                   |
|  |                                                                        |

|  | ليموريات شقية        |
|  |                      |
|  | ليموريات فأرية الشكل |
|  |                      |

|  | ليموريات     |
|  |              |
|  | †ميجالدابيات |
|  |              |

|  | ليموريات إندرية    |
|  |                    |
|  | †بالايوبروبيثيكيات |
|  |                    |
|  | †ليموريات بدائية   |
|  |                    |

|  | ليموريات     |
|  |              |
|  | †ميجالدابيات |
|  |              |

|  | ليموريات إندرية    |
|  |                    |
|  | †بالايوبروبيثيكيات |
|  |                    |
|  | †ليموريات بدائية   |
|  |                    |

|  | ليموريات     |
|  |              |
|  | †ميجالدابيات |
|  |              |

|  | ليموريات إندرية    |
|  |                    |
|  | †بالايوبروبيثيكيات |
|  |                    |
|  | †ليموريات بدائية   |
|  |                    |

|  | ليموريات     |
|  |              |
|  | †ميجالدابيات |
|  |              |

|  | ليموريات إندرية    |
|  |                    |
|  | †بالايوبروبيثيكيات |
|  |                    |
|  | †ليموريات بدائية   |
|  |                    |

|  | ليموريات     |
|  |              |
|  | †ميجالدابيات |
|  |              |

|  | ليموريات إندرية    |
|  |                    |
|  | †بالايوبروبيثيكيات |
|  |                    |
|  | †ليموريات بدائية   |
|  |                    |

|  | ليموريات     |
|  |              |
|  | †ميجالدابيات |
|  |              |

|  | ليموريات إندرية    |
|  |                    |
|  | †بالايوبروبيثيكيات |
|  |                    |
|  | †ليموريات بدائية   |
|  |                    |

|  | ليموريات     |
|  |              |
|  | †ميجالدابيات |
|  |              |

|  | ليموريات إندرية    |
|  |                    |
|  | †بالايوبروبيثيكيات |
|  |                    |
|  | †ليموريات بدائية   |
|  |                    |

|  | ليموريات     |
|  |              |
|  | †ميجالدابيات |
|  |              |

|  | ليموريات إندرية    |
|  |                    |
|  | †بالايوبروبيثيكيات |
|  |                    |
|  | †ليموريات بدائية   |
|  |                    |

|  | ليموريات     |
|  |              |
|  | †ميجالدابيات |
|  |              |

|  | ليموريات إندرية    |
|  |                    |
|  | †بالايوبروبيثيكيات |
|  |                    |
|  | †ليموريات بدائية   |
|  |                    |

|  | ليموريات     |
|  |              |
|  | †ميجالدابيات |
|  |              |

|  | ليموريات إندرية    |
|  |                    |
|  | †بالايوبروبيثيكيات |
|  |                    |
|  | †ليموريات بدائية   |
|  |                    |

|  | ليموريات     |
|  |              |
|  | †ميجالدابيات |
|  |              |

|  | ليموريات إندرية    |
|  |                    |
|  | †بالايوبروبيثيكيات |
|  |                    |
|  | †ليموريات بدائية   |
|  |                    |

|  | ليموريات     |
|  |              |
|  | †ميجالدابيات |
|  |              |

|  | ليموريات إندرية    |
|  |                    |
|  | †بالايوبروبيثيكيات |
|  |                    |
|  | †ليموريات بدائية   |
|  |                    |

|  | ليموريات     |
|  |              |
|  | †ميجالدابيات |
|  |              |

|  | ليموريات إندرية    |
|  |                    |
|  | †بالايوبروبيثيكيات |
|  |                    |
|  | †ليموريات بدائية   |
|  |                    |

|  | ليموريات     |
|  |              |
|  | †ميجالدابيات |
|  |              |

|  | ليموريات إندرية    |
|  |                    |
|  | †بالايوبروبيثيكيات |
|  |                    |
|  | †ليموريات بدائية   |
|  |                    |

|  | ليموريات     |
|  |              |
|  | †ميجالدابيات |
|  |              |

|  | ليموريات إندرية    |
|  |                    |
|  | †بالايوبروبيثيكيات |
|  |                    |
|  | †ليموريات بدائية   |
|  |                    |

|  | ليموريات     |
|  |              |
|  | †ميجالدابيات |
|  |              |

|  | ليموريات إندرية    |
|  |                    |
|  | †بالايوبروبيثيكيات |
|  |                    |
|  | †ليموريات بدائية   |
|  |                    |

|  | ليموريات     |
|  |              |
|  | †ميجالدابيات |
|  |              |

|  | ليموريات إندرية    |
|  |                    |
|  | †بالايوبروبيثيكيات |
|  |                    |
|  | †ليموريات بدائية   |
|  |                    |

|  | ليموريات     |
|  |              |
|  | †ميجالدابيات |
|  |              |

|  | ليموريات إندرية    |
|  |                    |
|  | †بالايوبروبيثيكيات |
|  |                    |
|  | †ليموريات بدائية   |
|  |                    |

|  | ليموريات     |
|  |              |
|  | †ميجالدابيات |
|  |              |

|  | ليموريات إندرية    |
|  |                    |
|  | †بالايوبروبيثيكيات |
|  |                    |
|  | †ليموريات بدائية   |
|  |                    |

|  | ليموريات     |
|  |              |
|  | †ميجالدابيات |
|  |              |

|  | ليموريات إندرية    |
|  |                    |
|  | †بالايوبروبيثيكيات |
|  |                    |
|  | †ليموريات بدائية   |
|  |                    |

|  | ليموريات     |
|  |              |
|  | †ميجالدابيات |
|  |              |

|  | ليموريات إندرية    |
|  |                    |
|  | †بالايوبروبيثيكيات |
|  |                    |
|  | †ليموريات بدائية   |
|  |                    |

|  | ليموريات     |
|  |              |
|  | †ميجالدابيات |
|  |              |

|  | ليموريات إندرية    |
|  |                    |
|  | †بالايوبروبيثيكيات |
|  |                    |
|  | †ليموريات بدائية   |
|  |                    |

|  | ليموريات     |
|  |              |
|  | †ميجالدابيات |
|  |              |

|  | ليموريات إندرية    |
|  |                    |
|  | †بالايوبروبيثيكيات |
|  |                    |
|  | †ليموريات بدائية   |
|  |                    |

|  | ليموريات     |
|  |              |
|  | †ميجالدابيات |
|  |              |

|  | ليموريات إندرية    |
|  |                    |
|  | †بالايوبروبيثيكيات |
|  |                    |
|  | †ليموريات بدائية   |
|  |                    |

|  | ليموريات     |
|  |              |
|  | †ميجالدابيات |
|  |              |

|  | ليموريات إندرية    |
|  |                    |
|  | †بالايوبروبيثيكيات |
|  |                    |
|  | †ليموريات بدائية   |
|  |                    |

|  | ليموريات     |
|  |              |
|  | †ميجالدابيات |
|  |              |

|  | ليموريات إندرية    |
|  |                    |
|  | †بالايوبروبيثيكيات |
|  |                    |
|  | †ليموريات بدائية   |
|  |                    |

|  | ليموريات     |
|  |              |
|  | †ميجالدابيات |
|  |              |

|  | ليموريات إندرية    |
|  |                    |
|  | †بالايوبروبيثيكيات |
|  |                    |
|  | †ليموريات بدائية   |
|  |                    |

|  | ليموريات     |
|  |              |
|  | †ميجالدابيات |
|  |              |

|  | ليموريات إندرية    |
|  |                    |
|  | †بالايوبروبيثيكيات |
|  |                    |
|  | †ليموريات بدائية   |
|  |                    |

|  | ليموريات     |
|  |              |
|  | †ميجالدابيات |
|  |              |

|  | ليموريات إندرية    |
|  |                    |
|  | †بالايوبروبيثيكيات |
|  |                    |
|  | †ليموريات بدائية   |
|  |                    |

|  | ليموريات     |
|  |              |
|  | †ميجالدابيات |
|  |              |

|  | ليموريات إندرية    |
|  |                    |
|  | †بالايوبروبيثيكيات |
|  |                    |
|  | †ليموريات بدائية   |
|  |                    |

|  | ليموريات     |
|  |              |
|  | †ميجالدابيات |
|  |              |

|  | ليموريات إندرية    |
|  |                    |
|  | †بالايوبروبيثيكيات |
|  |                    |
|  | †ليموريات بدائية   |
|  |                    |

|  | ليموريات     |
|  |              |
|  | †ميجالدابيات |
|  |              |

|  | ليموريات إندرية    |
|  |                    |
|  | †بالايوبروبيثيكيات |
|  |                    |
|  | †ليموريات بدائية   |
|  |                    |

من الناحية التصنيفية، فإن مصطلح «الليمور» يشير في الأصل إلى جنس الليمور، والذي يحتوي حاليًا على الليمور حلقي الذيل فقط. يستخدم هذا المصطلح الآن في العامية ليشمل كل الرئيسيات الموجودة في مدغشقر.
تصنيف الليمور موضع جدال وعدم توافق عند كثير من الخبراء، لا سيما مع الزيادة الأخيرة في عدد الأنواع المكتشفة. وفقًا لرسل ميترمير، رئيس منظمة الحفظ الدولية وعالم التصنيفات كولن غروفز وغيرهم، هناك ما يقرب من 100 نوع معترف به من الليمورات الحية، وتنقسم إلى خمس فصائل و 15 جنسًا.  كذلك هناك ثلاث فصائل إضافية وثمانية أجناس و17 نوع يمكن تضمينها في المجموع، لأن البيانات الجينية تشير إلى أن الحفريات البدائية المنقرضة مؤخرًا لليمور كانت ترتبط ارتباطًا وثيقًا بالليمورات الحية. على النقيض من ذلك، صَنّف بعض الخبراء الآخرين هذا على أنه تضخم تصنيفي، مفضلين بدلًا من ذلك إجمالي أقرب إلى 50 نوعًا.
تصنيف الليمور ضمن رتيبة منثنيات المنخرين شأن جدلي هو الآخر، على الرغم من أن معظم الخبراء يتفقون على شجرة المحتد نفسها. في أحد التصنيفات، دون رتبة ليموريات الشكل تُشمل جميع منثنيات المنخرين الحية في فيلقين، اليموريات لجميع أنواع الليمورات ولوريسيات الشكل لجميع أنواع اللوريسيات (اللوريس والجلاجو). توضع اللوريسيات في بعض الأحيان في دون رتبتهم الخاصة «لوريسيات الشكل»، التي أنفصلت عن الليموريات. في تصنيف آخر نشره كولون جروفس، وضع الآيآي في دون رتبه خاصة به، «كروميات الشكل»، بينما باقي الليموريات وضعت في ليموريات الشكل واللوريسيات ولوريسيات الشكل.
على الرغم من أنه يتفق عمومًا على كون الآيآي العضو الأكثر قاعدية في الفرع الحيوي لليمور، فالعلاقة بين الفصائل الأربعة الأخرى أقل وضوح منذ أن تباينت خلال فترة ضيقة 10 إلى 12 مليون سنة بين أواخر العصر الإيوسين (42 م.س.م) وخلال عصر الأوليجوسين (30 م.س.م). بالرغم من أن جميع الدراسات وضعت الليموريات فأرية الشكل و الليموريات الشقية كفرع حيوي شقيق لليمورات الإندرية والليموريات، يقترح البعض أن الليموريات فأرية الشكل و الليموريات الشقية انشقت أولاً، بينما يقترح أخرون أن الليمورات الإندرية والليموريات كانت أول الأفرع المنشقة.
| 2 دون رتبة | 3 دون رتبة | 4 دون رتبة |
| --- | --- | --- |
| - رتية الرئيسيات - رُتَيْبَة منثنيات المنخرين - دون رتبة †أدبيات الشكل - دون رتبة ليموريات الشكل - فيلق الليموريات - فصيلة †ليموريات بدائية - فصيلة ليموريات فأرية الشكل - فصيلة دوبنتونيات - فصيلة إندريات الشكل - فصيلة ليموريات - فصيلةليموريات شقية - فصيلة †ميجالدابيات - فصيلة †بالايوبروبيثيكيات - فيلق لوريسيات الشكل - رتيبة بسيطات الأنف | - رتبة الرئيسيات - رُتَيْبَة منثنيات المنخرين - دون رتبة †أدبيات الشكل - دون رتبة ليموريات الشكل - فيلق ليموريات الشكل - فصيلة †ليموريات بدائية - فصيلة ليموريات فارية - فصيلة دوبنتونيات - فصيلة ليموريات إندرية - فصيلة ليموريات - فصيلة ليموريات شقية - فصيلة †ميجالدابيات - فصيلة †بالايوبروبيثيكيات - دون رتبة لوريسيات الشكل - رتيبة بسيطات الأنف | - رتبة الرئيسيات - رُتَيْبَة منثنيات المنخرين - دون رتبة †أدبيات الشكل - دون رتبة شيروميات الشكل - دون رتبة ليموريات الشكل - فيلق ليموريات فأرية - فصيلة ليموريات فأرية - فيلق ليموريات - فصيلة†ليموريات بدائية - فصيلة ليموريات إندرية - فصيلة ليموريات - فصيلة ليموريات شقية - فصيلة †ميجالدابيات - فصيلة †بالايوبروبيثيكيات - دون رتبة لوريسيات الشكل - رتيبة بسيطات الأنف |

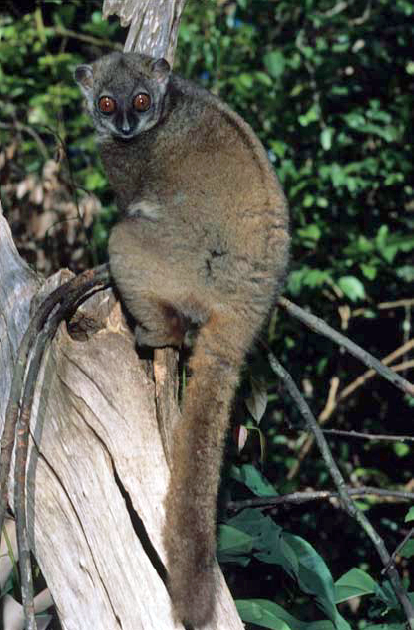
ليمور سهمالازا تم تحديده على أنه نوع مستقل عام 2006.

تصنيف الليمور قد تغير بشكل ملحوظ منذ أول تصنيف من قبل كارل لينيوس عام 1758. تصنيف الآيآي كان واحدًا من أكبر التحديات التي كانت موضع جدل حتى وقت قريب جدًا.  إلى أن نشر ريتشارد أوين دراسة تشريحية نهائية عام 1866، علماء الطبيعة الأوئل كانوا غير متأكدين من ما إذا كان الآيآي من الرئيسيات أم القوارض أم الشقبانيات. مع ذلك، ظل موضع الآيآي ضمن رتبة الرئيسيات موضع خلاف حتي وقت قريب. استنادًا على الدراسات التشريحية، وجد الباحثون الدعم لتصنيف جنس دوبنتونيات باعتباره من الإندريات، مجموعة شقيقة لجميع منثنيات المنخرين، وباعتبارها أصناف غير محددة داخل رتبة الرئيسيات. الاختبارات الجزيئية تظهر أن الدوبنتونيات هي لفرع القاعدي لجميع ليموريات الشكل، في عام 2008، راسيل ميترمير وبساتين كولن، وغيرهم تجاهلوا معالجة التصنيف على مستوى أعلى من خلال تحديد الليمورات كأحادية النمط الخلوي وتحتوي على خمس أسر حية، بما في ذلك الدوبنتونيات.
لقد أثبتت العلاقات بين فصائل الليمور أنها إشكالية وحتى الآن لم يتم حلها نهائيًا.  وزيادة في تعقيد المسألة، قد تم تصنيف عدة رئيسيات أحفورية من العصر الباليوجيني من خارج مدغشقر مثل ليمور بوجتي على أنه ليمور. ومع ذلك، الإجماع العلمي لا يقبل هذه التعيينات بناء على أدلة وراثية، وبالتالي فإنه من المتفق عليه عمومًا أن رئيسيات مدغشقر هي أحادية النمط الخلوي. وهناك مجال آخر للخلاف وهو العلاقة بين الليمورات الشقية و ليمورات الكوالا المنقرضة. ضمنت سابقًا إلى نفس العائلة بسبب التشابه في التسنين، لكنها لم تعد تعتبر مرتبطة ارتباط وثيق بسبب الدراسات الجينية.
أكثر التغييرات التي حدثت في التصنيفات حدثت على صعيد الأجناس، على الرغم من أن هذه المراجعات كان إثباتها أكثر حسمًا، وغالبا ما يدعمها التحليل الجيني والجزيئي. أكثر إعادات التقدير الملاحظة تشمل الانقسام التدريجي لجنس الليمور إلى أجناس منفصلة لليمور حلقي الذيل والليمور مطوق وليمور بني كنتيجة لاستضافة اختلافات مورفولوجيّة (تشكلية).
بفضل عدة تنقيحات تصنيفية كتبها راسيل ميترمير وبساتين كولن، وغيرهما، ازداد عدد أنواع الليمور المتعارف عليها من 33 نوع ونوع فرعي عام 1994 إلى حوالي 100 عام 2008. ومع استمرار الأبحاث في مجال الوِراثياتُ الخلوِيَّة والوراثيات الجزيئيّة، وكذلك الدراسات الميدانية الجارية، لا سيما مع الأنواع الغامضة مثل الليمورات الفأرية فإن عدد فصائل الليمور المعترف بها من المرجح أن يستمر في النمو. ومع ذلك، فللزيادة السريعة في عدد الأنواع المعترف بها لديه منتقديه من بين خبراء التصنيف وباحثين الليمورات. منذ أن أعتمدت التصنيفات في النِّهَايَة على مفهوم الأنواع المُستخّدم، فأنصار حماية البيئة في كثير من الأحيان يفضلون التعاريف التي تؤدي إلى تقسيم التجمعات وراثيًا إلى أنواع منفصلة للحصول على الحماية البيئة. ويفضل آخرون تحليل أكثر شمولًا.

## التشريح ووظائف الأعضاء
تختلف الليمورات في الحجم بشكل كبير. فتشمل أصغر الرئيسيات في العالم وكذلك شملت بعض أكبرها حتي وقت قريب. تتراوح أحجامها الآن بين 30 جرام لليمور السيدة بيرت الفأري و 7-9 كجم لليموريات الإندرية ولليمور السفاكا المكلل. إذ أخذنا الأنواع المنقرضة في الأعتبار نجد أن نطاق الأحجام كان مُمتد ليصل إلى أحجام مماثلة لأحجام الغوريلا 160-200 كجم لليمورات الإندرية البدائية.

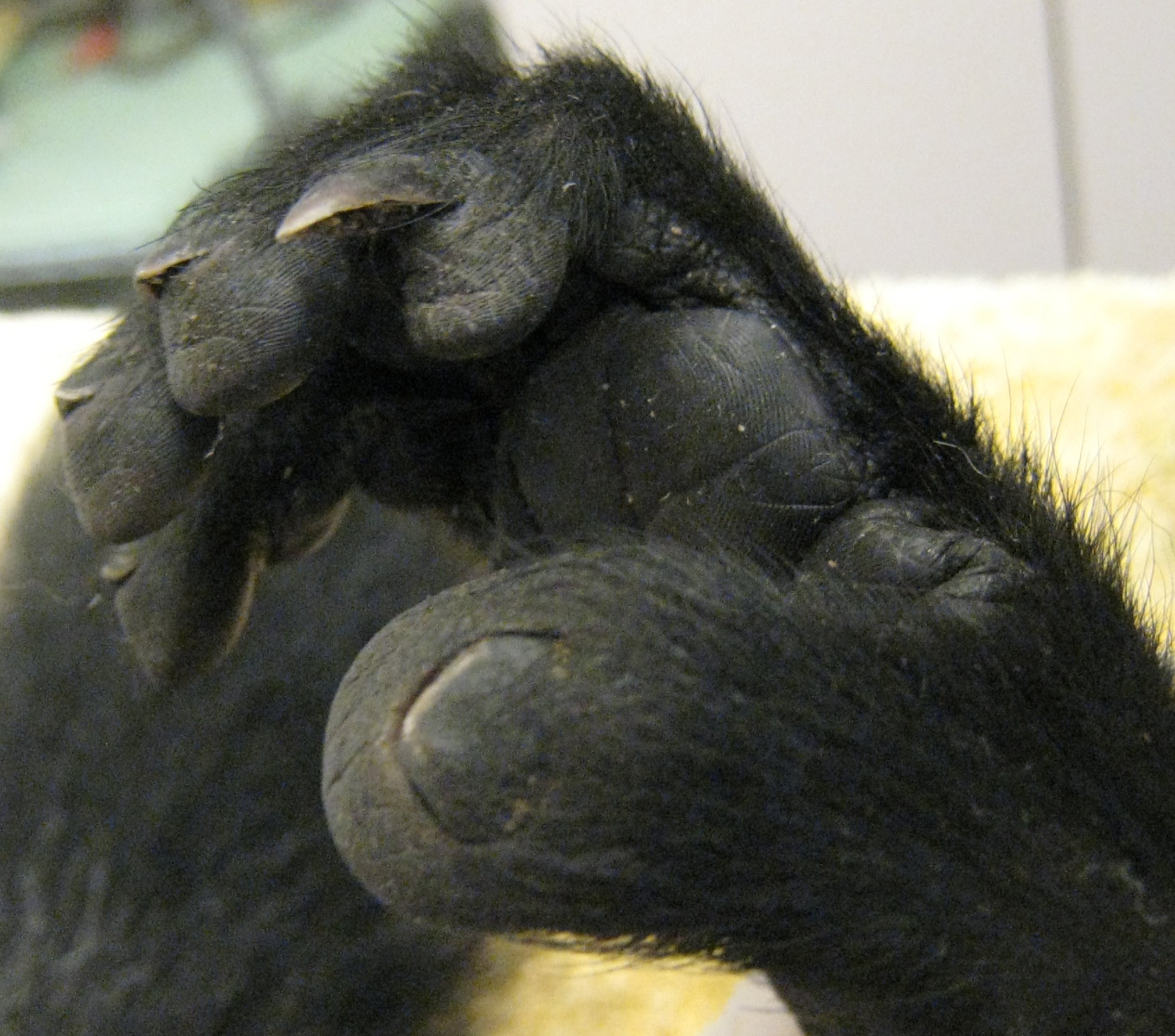
تقريب على قدم ليمور مطوق, يُظهر مخلب الاستمالة على اصبع القدم الثاني وأظافر على جميع أصابع القدم الأخرى

تمتلك الليمورات كباقي الرئيسيات خمسة أصابع وبها أظافر (في الغالب) في أيديها وأقدامها. معظم أنواع الليمور تمتلك أظفر جانبي مضغوط وممدود يدعي مخلب الاستمالة، على الاصبع الثاني بالقدم ويسخدموه في التنظيف والحك. بالإضافة إلى مخلب الاستمالة، يشترك الليمور مع منثنيات المنخرين الأخرى بمجموعة متنوعة من الصفات، والتي تشمل 
- الأنف الرطب والعضو الميكيعي الذي يعمل بكامل طاقته للكشف عن الفيرومونات؛
- حائل خَلْفَ الحَجاج (جدار من العظام الرقيقة وراء العين )؛
- الحجاج (تجويف عظمي يحوي العين) غير موجة بشكل كامل إلى الأمام؛
- الفك السفلي غير مُندمج تمامًا؛
- صغر في معدل كتلة الدماغ إلى الجسم.[20][68]

إضافة إلى السمات التي يُشاركها مع السعالي البدائية (منثنيات المنخرين والترسيريات) متضمنة الرحم ذو القرنيين ومشيمة ظهارية مشيمائية.  ولأن إبهاهم هو الأصبع الوحيد شبة-المقابل (أي يقع في مقابلة باقي الأصابع) جعلًا حركاتهم أقل استقلالية لباقي الأصابع، وأيديهم أقل إمكانية في فهم واستيعاب والتلاعب بالاجسام. لديهم إبهام القدم بعيد عن باقي الاصابع (اصبع القدم الأول) مما يسهل امساكه بأطراف الشجر. ثمة مفهوم خاطئ شائع هو أن لليمور ذيل قادر على الإمساك بالاشياء، وجدت هذه الصفة فقط في سعادين العالم الجديد، ولا سيما السعادين العنكبوتية من بين الرئيسيات. يعتمد الليمور أيضًا بشكل كبير على حاسة الشم، وهي سمة مشتركة مع معظم الثدييات الأخرى والرئيسيات البدائية، ولكن ليس مع الرئيسيات العليا المعتمده على البصر. حاسة الشم هذه أمر مهم من حيث وسم المناطق بالإضافة إلى توفير إشارة إلى ما إذا كان ليمور آخر قابل أن يصبح شريك تكاثر.
الليمورات هي مجموعة متنوعة من الرئيسيات من حيث التشكل ووظائف الأعضاء. بعض أنواع الليمور، مثل الليمور الشقي والإندري، تكون أطرافه الخلفية أطول من الأمامية، ما يجعلها وَاثّبات ماهرة. لليمورات الإندرية نظام هضمي مخُصص، وتُظهِر توسع في الغدد اللعابية، وتوسع في المعدة، وتمدد في المُصْرانُ ( أو المِعَى الأَعْوَر) والتي تسهل من عملية التخمير. كذلك الليمور القزم مشعر الأذنين لديه لسان طويل جدًا! متيحًا له التغذي على عُصارة الزهور. وبالمثل، فإن الليمور أحمر البطن لديه لسان على شكل فرشاة ريشية، أيضًا تكييفت بشكل فريد لتتغذى على الرحيق وحبوب اللقاح.  طور الآيآي بعض الصفات الفريدة من نوعها بين الرئيسيات، مما يجعلها تبرز من بين أنواع الليمور، وتشمل هذه الصفات النمو بشكل مستمر، والأسنان الأمامية شبية بأسنان القوارض ليلتهم بها البذور والخشب الصلب؛ كثير التنقل، شعيري الشكل (على شكل خيوط)  يستخدم الإصبع الأوسط لاستخراج الغذاء من الفتحات الصغيرة؛ أذن كبيرة، مثل آُذن الخفاش للكشف عن الفراغات داخل الأشجار؛ ويستخدام الإشارات الصوتية المولدة ذاتيا في البحث عن الطعام.
أصبحت الليمورات اِستثنائية كونّ لديهم تفاوت كبير في البنية الاجتماعية، وحتى الآن تفتقر عمومًا لمثنوية الشكل الجنسية في حجم سن الكلاب وتَشّكل الأسنان. ومع ذلك، بعض الأنواع تميل نحو وجود إناث كبيرة، ونوعين من الليمور البني، والليمور رمادي الرأس والليمور الأحمر، تُظهر اختلافات في حجم الأنياب. الليمور الحقيقي يعرض مثنوية الشكل الجنسي (الفروق الجنسية في تلوين الفراء)، ولكن الفرق بين الجنسين يتفاوت بوضوح الرؤية له، كما هو الحال في الليمور الأسود أزرق العينين، إلى غير محسوس تقريبًا في حالة الليمور البني شائع.
تم اكتشاف مؤخرًا أنواع بين الليمور لا يقدر البشر التمييز بصريًا بينها، لا سيما داخل الليموريات الشقية والليموريات الفأرية. مع الليمورات الشقيّة، تم تحديد السلالات تقليديًا على أساس الاختلافات المورفولوجية الطفيفة، ولكن الأدلة الجينية الجديدة دعمت إعطاء «صفة نوع» لحالة هؤلاء التجمعات في المنطقة.  وفي حالة الليمور الفأري، والليمور الفأري الرمادي، والليمور الفأري الذهبي البني، وليمور جودمان الفأري أعتبرا نفس النوع حتى وقت قريب، عندما حددتهم الاختبارات الجينية كأنواع مُبْهَمه.

### الإِثْغار
| الفصيلة                        | صيغة الاسنان ساقطة                                 | صيغة الاسنان الدائمة                                   |
| ------------------------------ | -------------------------------------------------- | ------------------------------------------------------ |
| الليموريات الفأرية، الليموريات | {\displaystyle {\tfrac {2.1.3}{2.1.3}}\times 2=24} | {\displaystyle {\tfrac {2.1.3.3}{2.1.3.3}}\times 2=36} |
| الليموريات المرحة              | {\displaystyle {\tfrac {2.1.3}{2.1.3}}\times 2=24} | {\displaystyle {\tfrac {0.1.3.3}{2.1.3.3}}\times 2=32} |
| †الليموريات البدائية           | {\displaystyle {\tfrac {2.1.3}{2.0.3}}\times 2=22} | {\displaystyle {\tfrac {2.1.3.3}{1.1.3.3}}\times 2=34} |
| †ميجالدابيات                   | {\displaystyle {\tfrac {1.1.3}{2.1.3}}\times 2=22} | {\displaystyle {\tfrac {0.1.3.3}{2.1.3.3}}\times 2=32} |
| الإندريات، †بالايوبروبيثيكيات  | {\displaystyle {\tfrac {2.1.2}{2.1.3}}\times 2=22} | {\displaystyle {\tfrac {2.1.2.3}{2.0.2.3}}\times 2=30} |
| الدوبنتونيات                   | {\displaystyle {\tfrac {1.1.2}{1.1.2}}\times 2=16} | {\displaystyle {\tfrac {1.0.1.3}{1.0.0.3}}\times 2=18} |

التسنين لدي الليمور متغايير (وجود العديد من الأشكال التضاريسية للأسنان) ومستمد من التسنيين الدائم لأسلاف الرئيسيات {\displaystyle {\tfrac {2.1.3.3}{2.1.3.3}}}. الليموريات الإندرية والشقية، والآيآي، وكذلك المنقرضة مثل كسلان الليمور، والليمور النسناسي وليمور الكوالا خفضت تسنينها بعد أن فقدت القواطع والأنياب أو الضواحك. أَسْنانٌ الأسلاف اللبنية {\displaystyle {\tfrac {2.1.3}{2.1.3}}}، ولكن صغار الليموريات الإندرية والآيآي وليمور الكوالا، الليمور الكسلان، وربما الليمور النسناسي لديهم عدد أقل من الأَسْنانٌ اللَبَنِيَّة.
هناك أيضا اختلافات ملحوظة في تشكل الأسنان وتضاريسيها بين أنواع الليمور. الإندري على سبيل المثال، لديه أسنان تأقلمت تمامًا لقص الأوراق وسحق البذور. مشط أسنان معظم الليمورات والقواطع السفلية والأنياب مُنْبَطِحه (موجه إلى الأمام بدلًا من كونها مستقيمة) ومتباعدة بشكل جيد، وبالتالي توفير أداة إما للاستمالة أو للإطعام. على سبيل المثال، الليموريات الإندرية تستخدم مشط أسنانها ليس فقط للاستمالة، ولكن أيضا لانتزاع البذور الكبيرة من قشرة الثمرة الصعبة من فواكه البيليشميات، بينما الليمور أشعب العلامة يستخدام مشط الأسنان الطويل نسبيًا للقطع خلال لحاء الشجر لحمل النسغ  على التدفق. يتم الاحتفاظ بمشط الأسنان نظيف بواسطة التحلساني أو «تحت اللسان»، وهو هيكل متخصص يعمل مثل فرشاة الأسنان لإزالة الشعر وغيرها من فضلات الطعام. يمتد التحلساني أسفل طرف اللسان ويميل مع نقاط مسننه ومتباعدة كيراتينية بين الأسنان الأمامية.

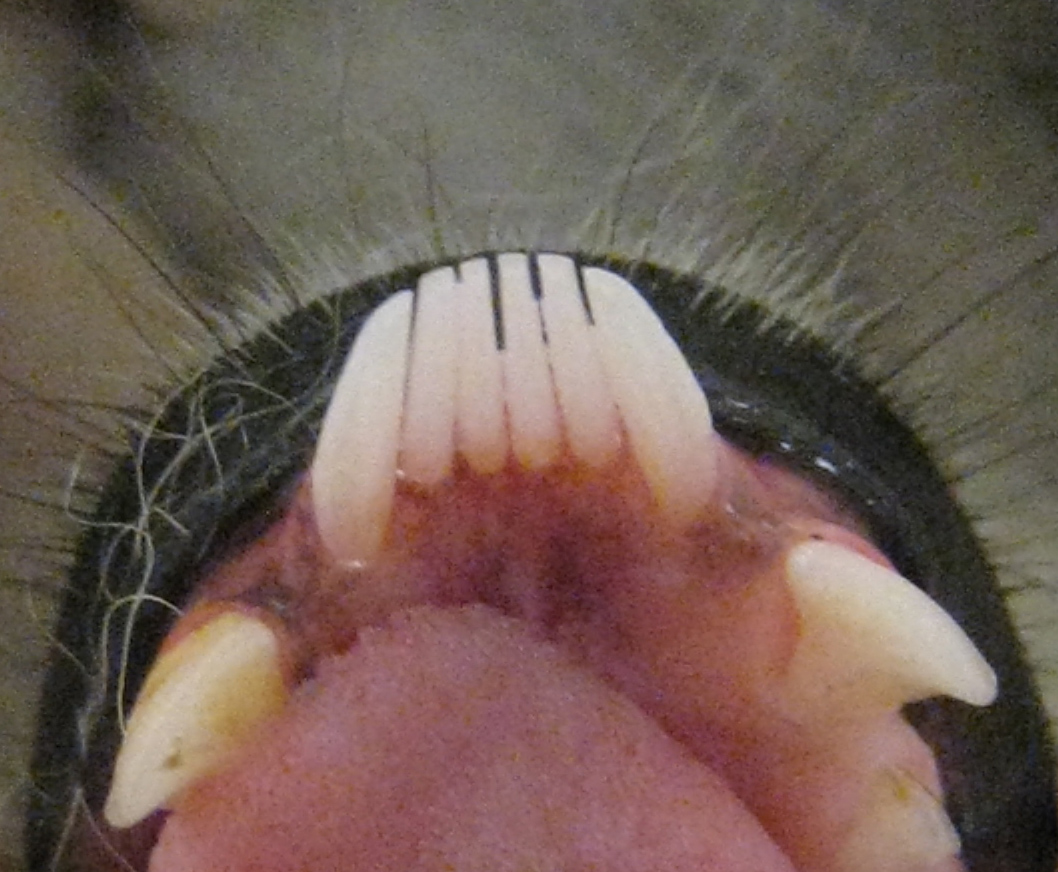
صيغة لستة أسنان لمشط أسنان منثنيات المنخرين في الليمور حلقي الذيل, مع شبية بالكلاب الضواحك وراءها

تفتقد الآيآي والآيآي العملاقة المنقرض والليمور الكسلان العملاق المنقرض إلى مشط الأسنان الوظيفي بمنثنيات المنخرين. في حالة الآيآي تَشكل القواطع اللبنية، والتي تفقد بعد وقت قصير من الولادة،  تشير إلى أن أسلافها كانت لديها مشط أسنان. تفقد الأسنان الساقطة هذه بعد وقت قصير من الولادة وتحل محلها الجذور المفتوحة، ونمو القواطع باستمرار.
مشط الأسنان في الليمور يتكون عادة من ستة أسنان (أربعة قواطع ونابين)، على الرغم من أن الليموريات الإندرية والليمور النسناسي، وبعض أنواع ليمورات الكسلان لها مشط أسنان من أربعة أسنان بسبب فقدان إما الكلاب أو القاطعة فقط.  ولأن سن الكلاب السفلي إما مشمول في مشط الأسنان أو مفقود، يكون من الصعب ملاحظة انخفاض الاسنان، خاصة وأن الضاحك الأول (P2) غالبا ما يتشكل مثل الكلاب (نابي الشكل) لملء دور الكلاب. في الليمور آكل أوراق الشجر، باستثناء الليموريات الإندرية، القواطع العلوية متقلصة إلى حد كبير أو غائبة. تستخدم  إلى جانب مشط الأسنان في الفك السفلي، وهذا يشبه الوسادة السنية في الحافريات.
الليمور غير مألوف بين الرئيسيات لتطويرها السريع للأسنانها، خاصة بين الأنواع الكبيرة. على سبيل المثال، لليموريات الإندرية بطئ نسبي في نمو  الجسم ولكن تَشكيل الأسنان سريع للغاية. على النقيض من ذلك، رئيسيات  السعالي تُظهر تطوير أبطأ للأسنان مع زيادة في الحجم وتطور مورفولوجي أبطأ. تنمو لليمور أسنان عند الولادة، وتكون الأسنان بصورة كاملة دائمة عند الفطام.
مينا الأسنان لليمور عادة ما تكون رقيقة إذا ما قورنت مع  السعالي. قد يؤدي هذا في توجية الأسنان إلى الأمام، بسبب الاستخدام الكثيف في الاستمالة، والتغذية، والقتال. معلومات قليلة معروفة عن صحة الأسنان لليمور، إلا أن الليمور حلقي الذيل في محمية بيرينتي الخاصة يظهر أحيانا الناب بالفك العلوي مصاب بخراج (ينظر إليها على أنها جروح مفتوحة على الكمامة) وتسوس سني، وربما يعود ذلك إلى استهلاك أطعمة غير أصلية (ليست من البيئة الأم) .

### الحواسّ
حاسّة الشّمّ مهمة للغاية لليمور وكثيرًا ما تستخدم في التواصل. لليمور خَطْم طويل (مقارنة بالخطوم القصيرة في بسيطات الأنف) ويعتقد تقليديًا بأنه الوضع الأفضل للأنف لترشيح الروائح، على الرغم من طول الخطم فهو لا يؤدي بالضرورة إلى زيادة في حدة حاسة الشم لأن الحجم النسبي لتجويف الأنف لا يرتبط بالرائحة، ولكن كثافة المستقبلات الشمية. عوضًا عن ذلك، قد يسهل الخطم الطويل المضغ.

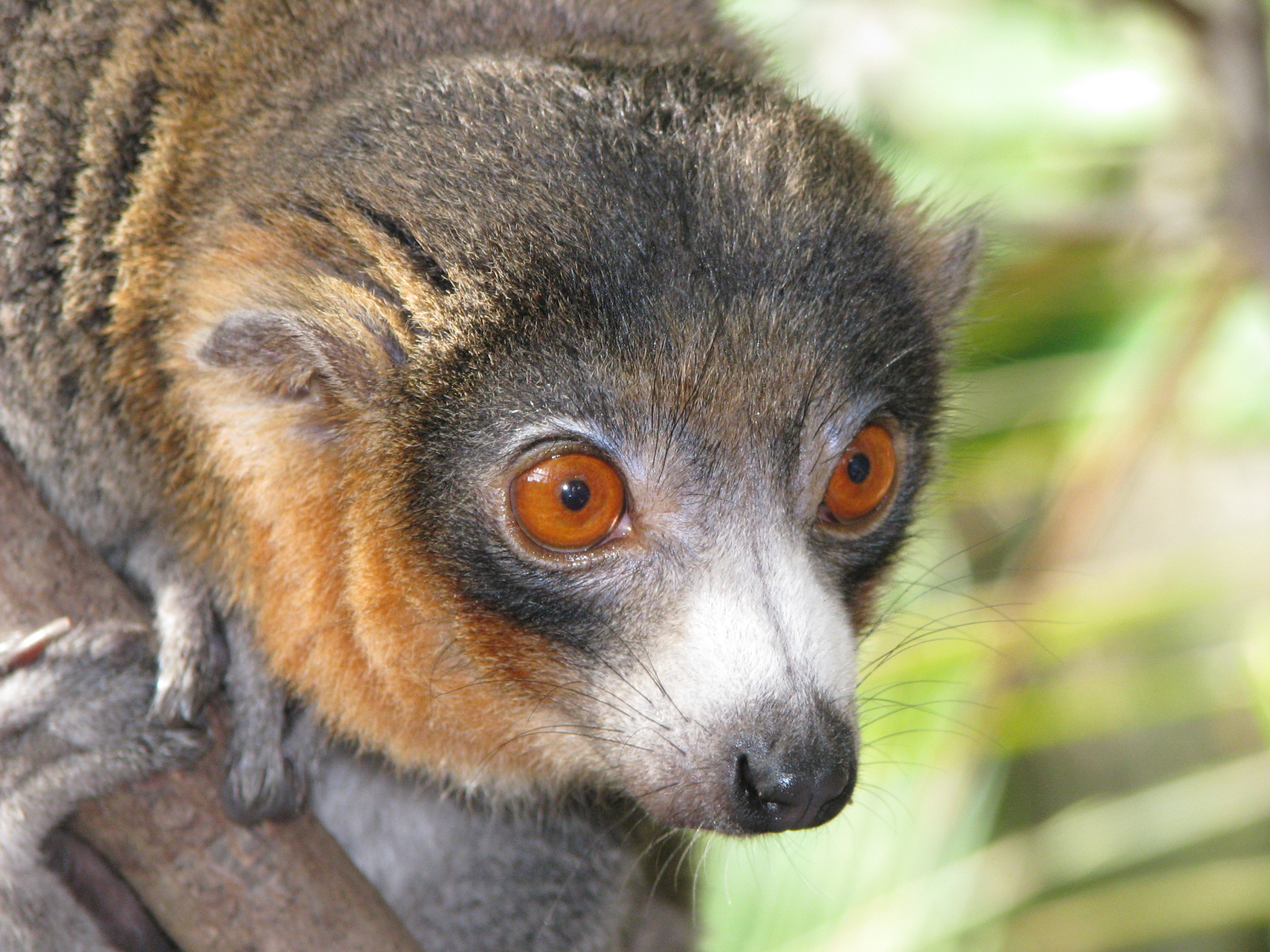
لدى الليمور عمومًا أنف رطب وأطول من أنف السعالي.

يشارك الليمور صفة الأنف الرطبة مع باقي منثنيات المنخرين والعديد من الثدييات الأخرى ولكن ليس مع بسيطات الأنف. مع كونِها تعزز حاسة الشم، فهي أيضًا حاسة قائمة على اللمس مرتبطة بالعضو الميكعي الأنفي. رطبات الأنف اعتادة على لمس الأشياء الموسومة بالرائحة ونقل جزيئات الفرمون أسفل النثرة (الخط المشقوق بمنتصف الأنف) إلى العضو الميكيعي عبر القنوات الأَنْفيةٌ الحنكيَّة التي تنتقل من خلال ثُقْبَةُ القاطِعَة في الحَنَكُ الصُّلْبُ لأن الفيرومونات عادة ما تكون جزيئات غير متقلبة كبيرة.
يتواصل الليمور عن طريق الرائحة، وهو أمر مُفيد في الليل، فهو يترك علامة بالرائحة عن طريق البول وكذلك غدد الرائحة الواقعة على المعصمين، داخل الكوع والمناطق التناسلية أو الرقبة. الجلد الصفن لمعظم ذكور الليمور يحوي غدد رائحة. الليمور المطوق وذكور السيفاكا لديها غدة عند قاعدة الرقبة، في حين أن ليمور الخيزران الكبير والليمور حلقي الذيل لديها الغدد داخل الذراعين بالقرب من الإبط. ذكور الليمور حلقي الذيل لديها أيضًا غدد رائحة في الداخل من سواعدهم، المتاخمة لمهماز بشكل شوكة، والتي يستخدمونها كقَرَّاضَة وكذلك لوضع علامات بالرائحة على أغصان الأشجار. وكذلك أيضا تمسح ذيولها بين سواعدها ومن ثم تنخرط في «معارك» من خلال التلويح بذيلها لخصومهم.
الليمور (ومنثنيات المنخرين عمومًا) أقل أعتمادًا على الأبصار من الرئيسيات العليا، نظرا لأنها أكثر اعتمادًا على حاسة الشم والكشف الفيروموني. النقرة المركزية لشبكية العين؛ والتي ينتج عنها حدة الإبصار، لم تتطور جيدًا. ويعتقد الحاجز خلف محجر العين (أو إغلاق عظمي وراء العين) في بسيطات الأنف لتحقيق الاستقرار في العين قليلا، والسماح لتطور النقرة. فقط مع شريط خلف محجر العين، لم تتمكن الليموريات من تطويرالنقرة. لذلك، بغض النظر عن نمط نشاطهم (ليلية أو نهارية)، الليمور يحمل إبصار منخفض وتَرَكُّم جَمْع علِ للشبكية.  يستطيع الليمور الرؤية بمجال إبصار واسع، مع ذلك، الرئيسيات الشبيهة بالإنسان نظرًا لإختلاف طفيف من حيث الزوايا بين العينين، كما هو موضح في الجدول التالي:
|           | الزاوية بين العينين | مجال الرؤية | المجال الجانبي (العينين + المحيطية) |
| --------- | ------------------- | ----------- | ----------------------------------- |
| الليمورات | 10–15°              | 114–130°    | 250–280°                            |
| السعالي   | 0°                  | 140–160°    | 180–190°                            |

رغم أنها تفتقر إلى النقرة فبعض الليمورات النهارية لديها كثرة في  الخلايا المخروطية وكذلك  الباحة المركزية (في شبكية العين) أقل حشد.  للباحة المركذية هذه نسبة عالية من الخلايا النبوتية إلى الخلايا المخروطية في كثير من الأنواع النهارية التي تمت درستها حتى الآن، في حين السعالي النهارية ليس لديها خلايا نبوتية في نقرتهم. يشير هذا إلى انخفاض حدة الإبصار في الليمور عنها في السعالي. علاوة على ذلك، يمكن لنسبة الخلاياالنبوتية إلى المخروطية أن يكون متغير حتى بين الأنواع النهارية. على سبيل المثال،الإندري الشائع لديها سوى عدد قليل من المخاريط الكبيرة المنتشرة على طول هم في الغالب شبكية العين التي يهيمن عليها القضيب. أعين الليمور حلقي الذيل تحتوي على مخروط واحد إلى خمسة قضبان. الليمور الليلية مثل الليمور الفأري والليمور القزم من ناحية أخرى، شبكية العين تتكون كليا من الخلايا القضيب.
لأن الخلايا المخروطية تجعل رؤية اللون ممكنة، وارتفاع معدل انتشار خلايا القضيب في عيون الليمور تشير إلى أنها لم تُطور رؤية الألوان. وقد تبين أن معظم الليمور دراستها، والليمور حلقي الذيل، لديهم رؤية اللون الأزرق والأصفر، لكنه يفتقر إلى القدرة على التمييز الأشكال الأحمر والأخضر. ونظرا لتعدد الأشكال في جينات أوبسين، الذي رمز لتقبل اللون، قد تحدث نادرا رؤية ثلاثية الألوان في الإناث من عدد قليل من الأنواع الليمور، مثل سيفاكا كوكرال والليمور المطوق الأحمر. بالتالي معظم أنواع الليمور هي إما تعمى الألوان كليًا أو ثنلونية (ثنائية اللون).

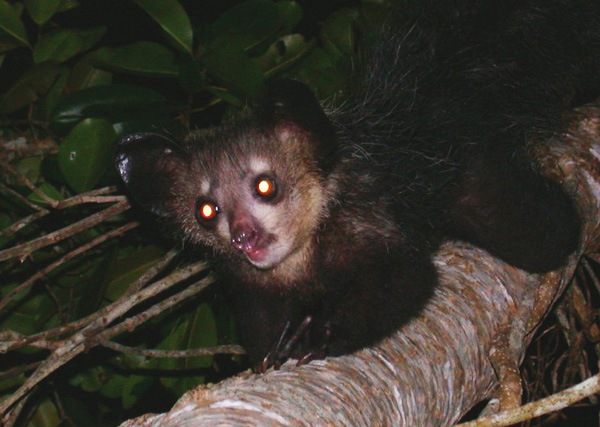
يظهر بالآيآي لمعان في العين لأنها تمتلك طبقات عاكسة من أنسجة في العين، تسمى بساط شفاف.

وقد احتفظت معظم الليمور بكيدوم البساط، طبقة عاكسة من الأنسجة في العين، والتي وجدت في العديد من الفقاريات. هذه الصفة غير موجودة في النسناسيات بسيطة الأنف، ويحد من وجودها زيادة حدة البصر في الليمور. بساط المشيمية في منثنيات المنخرين هي فريد من نوعه بين الثدييات لأنه يتكون من البلورية الريبوفلافين، وتشتت بصري الناتج هو ما يحد البصر. على الرغم من أن البساط يعتبر موجود في كل منطقة في الليمور، يبدو أن هناك استثناءات بين الليمور البنية، مثل الليمور الأسود واليمورالني الشائع، فضلًا عن الليمور المطوق. لأن فيتامين ب2 في البساط لديه ميل إلى الحل والتلاشى عند معالجتها للتحقيق النسيجي، ولكن الاستثناءات لا تزال تنقاش.
لليمور أيضًا جفن ثالث يعرف باسم الغشاء الراف، في حين أن معظم الرئيسات الأخرى لديها ثنية هلالية اقل تطورًا. الغشاء الراف يحافظ على القرنية رطبة ونظيفة عن طريق كنس العين.

### الاستقلاب
لدى الليمور انخفاض في معدل الاستقلاب الأساسي، مما يساعدهم على الحفاظ على طاقة الجسم خلال موسم الجفاف، عندما تكون المياه والمواد الغذائية شحيحة. يمكنها أن تتَوَخَّى الاستخدام الأَمْثَل للطاقة من خلال خفض معدل الاستقلاب إلى 20% (أقل من القيم المتوقعة للثدييات من كتلة الجسم المماثلة)، فعلى سبيل المثال لدي ليمور شقي أحمر الذيل، واحد من أدنى معدلات الاستقلاب بين الثدييات. قد يكون انخفاض معدل الاستقلاب مرتبط بالنظام الغذائي للعاشبات عمومًا وكتلة الجسم الصغيرة نسبيًا. يُظهر الليمور تكيفات سلوكية لاستكمال هذه الصفة، بما في ذلك سلوكيات التشمس وإنحنائه أثناء الجلوس وجماعات المجالسة وتقاسم العش، من أجل الحد من فقدان الحرارة والحفاظ على الطاقة. الليمورات القزمة والفأرية تظهر دورات موسمية من حالة السبات للحفاظ على الطاقة. قبل موسم الجفاف سوف تراكم الدهون في الأنسجة الدهنية البيضاء التي تقع عند قاعدة الذيل والساقين الخلفيتين، مُضاعفةً بذلك وزنهم. في نهاية موسم الجفاف، قد تنخفض كتلة الجسم إلى نصف ما كان عليه قبل موسم الجفاف. الليمورات التي لم تختبر حالات سبات هي أيضًا قادرة على اغلاق جوانب من عملية الأستقلاب لديهم للحفاظ على الطاقة.

## السلوك
سلوك الليمور متغير كتشكله.  تساعد الاختلافات في النظام الغذائي والنظم الاجتماعية وأنماط النشاط, والتحرك والتواصل وأساليب تجنب الحيوانات المفترسة ونظم التنْشِئة ومستويات الذكاء على تحديد أصناف الليمور وتحديد الأنواع المستقلة  بعيدًا عن باقي الأنواع. مع أن الاتجاهات في كثير من الأحيان تمييز أصغر الليمور الليلية عن الليمور الكبير النهاري، وغالبًا ما تكون هناك استثناءات تساعد على تجسيد طبيعة فريدة ومتنوعة من هذه الرئيسيات المدغشقريه. 

### النُظم الغذائية

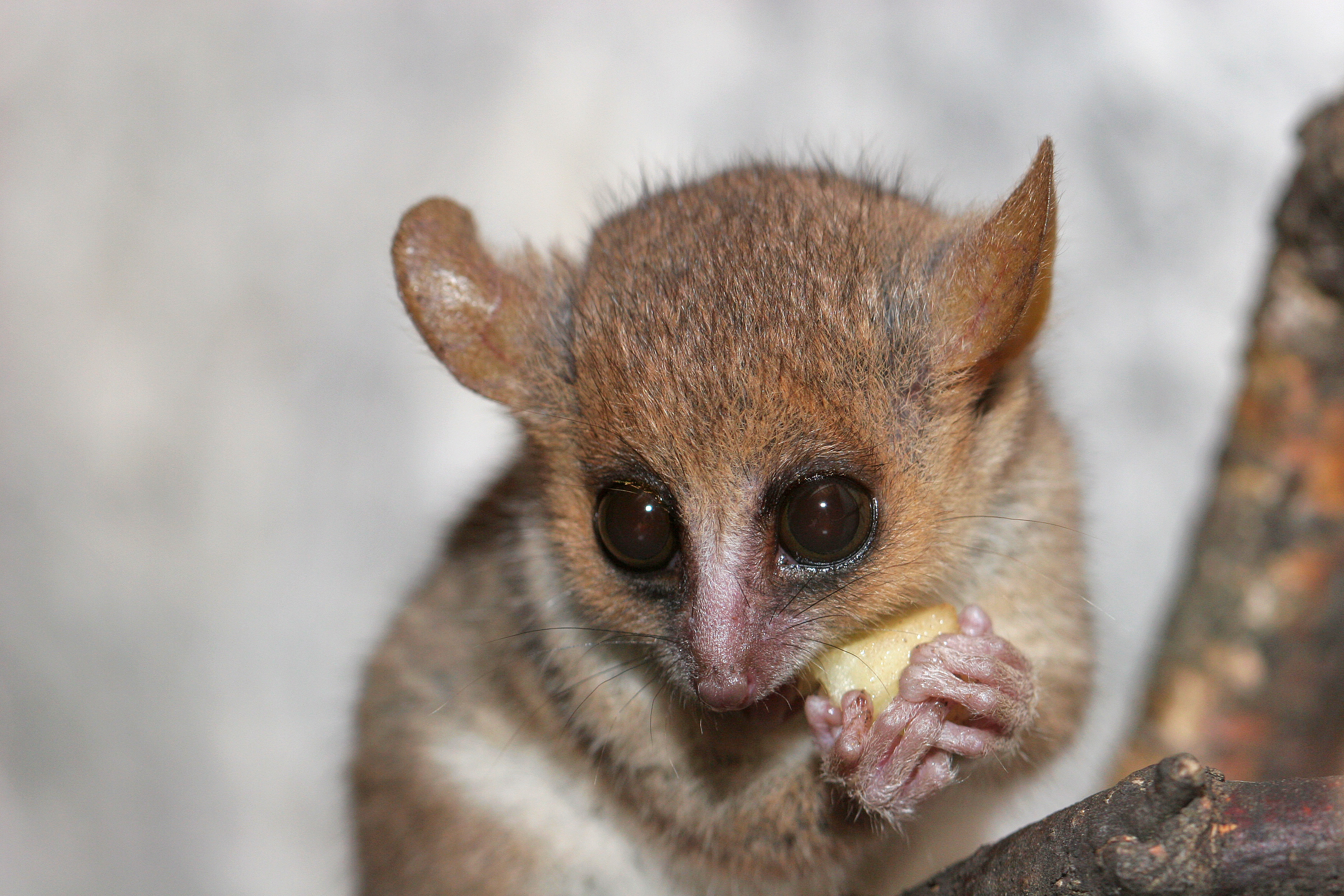
الليمور الفأري يأكل الفاكهة بشكل أساسي ، كذلك تشمل نظمه الغذائية الحشرات

تختلف النظم الغذائية لليمور من نوع إلى آخر اختلافًا كبيرًا وتبرهن على وجود درجة عالية من المرونة، على الرغم من أن الاتجاهات العامة تشير إلى أن الأنواع الصغيرة تستهلك في المقام الأول الثمار والحشرات (قارات)، في حين أن الأنواع الأكبر حجمًا عاشبة وتستهلك المواد النباتية في الغالب. كما هو الحال مع جميع الرئيسيات، فقد يأكل الليمور الجائع كل ما هو صالح للأكل، سواء كان أو لم يكن من الأطعمة المفضلة لديه. على سبيل المثال، الليمور حلقيّ الذيل يأكل الحشرات والفقاريات الصغيرة عند الضرورة ونتيجة لذلك ينظر عادة على أنه آكل حشرات انتهازي. ليمور كوكرل الفأري العملاق آكل فاكهة في الغالب، ولكنه يستهلك إفرازات الحشرات خلال موسم الجفاف.
هناك افتراض شائع في علم الثدييات بأن الثدييات الصغيرة لا يمكن أن تستمر كليًا على المواد النباتية ويجب أن يكون نظامها الغذائي ذو سعرات حرارية عالية من أجل البقاء على قيد الحياة. نتيجة لذلك، أُعتقد أن النظام الغذائي للرئيسيات الصغيرة لابد من أن يشمل الحشرات التي تحتوي على البروتين. أظهرت الأبحاث أن الليمور الفأري -أصغر الرئيسيات الحية- يستهلك الكثير من الفاكهة عن الحشرات، وهو ما يناقض هذه الفرضية.
تشكل المواد الغذائية النباتية الغالبية العظمى من النظم الغذائية لمُعظم الليمورات. تُستغل أنواع من 109 فصيلة نباتية في مدغشقر (55٪) من قبل الليمورات. كون الليمور شجري في المقام الأول، ومعظم هذه الأنواع المستغلة هي الأشجار الخشبية، بما في ذلك الأشجار والشجيرات أو النباتات المتسلقة. فقط الليمور حلقي الذيل وليمور الخيزران والليمور المطوق الأبيض والأسود، يعرفوا باستهلاكهم للعُشب. بالرغم من كون مدغشقر غنية في تنوع أنواع نبات السراخس، فنادرًا ما تؤكل هذه النباتات من قبل الليمور. أحد الأسباب المحتملة لذلك هو أن السراخس يفتقر للأزهار والثمار والبذور الشائعة في المواد الغذائية بغذاء الليمور. وكونها أيضًا على مقربة من الأرض، بينما الليمورات يقضون معظم وقتهم على الأشجار. وأخيراً، فالسراخس له طعم كرية نظرًا لاحتوائه نسبة عالية من التانيك في سعفها. وبالمثل، يبدو أن شجر المانغروف نادرًا ما يستغل من قبل الليمور بسبب محتواها العالي من التانيك. بعض الليمورات يبدو أنه قد طور استجابات ضد الدفاعات النباتية الشائعة مثل العفص والقلويدات. ليمور الخيزران الذهبي، على سبيل المثال، يأكل نباتات الخيزران العملاقة، التي تحتوي على مستويات عالية من مادة السيانيد. هذا الليمور يمكنه أن يستهلك إثني عشر ضعف الجرعة المميتة عادة بالنسبة لمعظم الثدييات على أساس يومي، ولا تعرف الآليات العضوية التي تحميه من سم السيانيد. في مركز جامعة ديوك لأبحاث لليمور في الولايات المتحدة، لوحظ أن الليمور الذي يتجول في حظائر في الهواء الطلق يتناول اللَبلاب السامّ (النب)، ولم تظهر إلى الآن أي آثار ضارة نتاج ذلك.

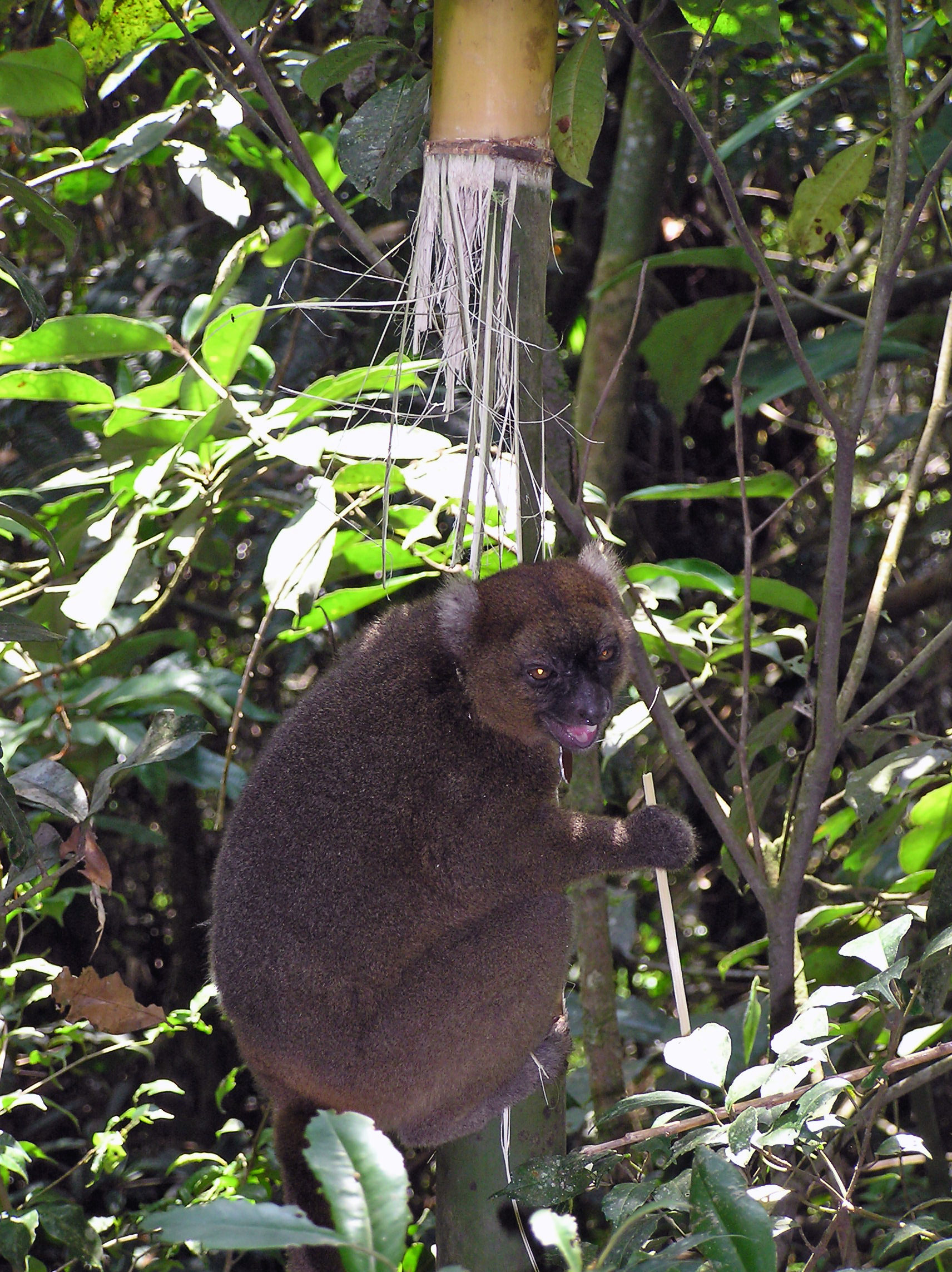
أكثر من 95% من ليمور الخيزران الكبير تتكون نظمه الغذائية من الخيزران.

الكثير من أنواع الليمور الكبيرة تستهلك أوراق النباتات، لا سيما الليمورات الإندرية. مع ذلك، بعض أنواع الليمور الصغيرة مثل الليمور الشقي والليمور الصوفي تتناول الأوراق أيضًا في المقام الأول، مما يجعلها أصغر الرئيسيات التي تقوم بذلك. الليمورات الصغيرة عمومًا لا تأكل الأوراق بكثرة. وثّق أن حيوانات الليمور بشكل جماعي تستهلك الأوراق من 82 فصيلة على الأقل من النبات الأصلية و 15 فصيلة من النباتات الدخيلة. يميل الليمور إلى أن يكون انتقائي في استهلاكه لقطعة ورقة الشجر أو شقّ النباتات وكذلك عمرها. ويفضل الأوراق الصغيرة أكثر من الأوراق الناضجة.
العديد من أنواع الليمورات التي تأكل الأوراق تميل إلى القيام بذلك في أوقات ندرة الفاكهة، فتُعاني أحيانًا من فقدان الوزن نتيجة ذلك. معظم أنواع الليمور، بما في ذلك معظم الليمورات الصغيرة وباستثناء بعض الإندريات، تتناول الفاكهة في الغالب عندما تكون متاحة. كما هو الحال مع معظم آكلات الفواكه الاستوائية، يهيمن على النظام الغذائي لليمور نوع من الثمر من أنواع التين. عند الكثير من السعالي، الثمرة هي المصدر الأساسي للفيتامين ج، ولكن العكس عند السعالي البدائية، الليمورات (وجميع منثنيات المنخرين) يمكنها توليف فيتامين ج الخاص بها.  تاريخيًا، الوجبات الغذائية عند اليمور الأسير تحتوي نسبة عالية من فيتامين ج بالفواكه فكان يظن أنه يسبب داء الهيموسيديريني، وهو نوع من اضطراب الحديد الزائد، لأن فيتامين ج يزيد من امتصاص الحديد. على الرغم من أن الليمورات في الأسر ثبت أنها تكون عرضة لداء الهيموسيديريني، وتواتر المرض يتفاوت بين المؤسسات ويمكن أن تعتمد على النظام الغذائي، وبروتوكولات التربية، والجذور الوراثية. الافتراضات حول المشكلة تحتاج إلى اختبارات بشكل منفصل لكل الأنواع. الليمور حلقي الذيل، على سبيل المثال، يبدو أنه أقل عرضة لهذا النوع من الإضطرابات عن الأنواع الأخرى لليمور.
يُعرف أن ثمانية أنواع فقط من الليمور آكلات للبذور، ولكن يمكن أن يكون هذا نقص في التقارير لأن أكثر الملاحظات تشمل استهلاك الفواكه فقط، ولم تتحقق في ما إذا كان تستهلك البذور كذلك. هذه الليمورات متضمنة بعض الليمورات الإندرية مثل السيفاكا المُكلل والليمور المُتوج البني والإندري والآيآي. الآيآي مُتخصص في مصادر الدفاع البنيوية، فيمكنه مضغ بذور الكناريوم التي تعد أصعب من البذور التي تستطيع سعادين العالم الجديد فتحها. فعلى الأقل 36 جنس من 23 فصيلة نباتية تستهدفها الليمورات كمُفترسات للبذور.
نورات النباتات لـ 60 فصيلة نباتية على الأقل تُأكل من قبل الليمورات التي تترواح في الوزن من الليمور الفأري الصغير إلى الليمور المُطوق الكبير نسبيًا. وإن لم تُستغل الأزهار، فبعض الأحيان يتم استهلاك رحيقها إلى جانب حبوب اللقاح. فعلى الأقل 24 من الأنواع المحلية الأصلية من 17 فصيلة نباتية تستهدف لرحيقُها أو لاستهلاك حبوب اللقاح الخاصة بها.
يستهلك اللحاء وإفرازات النبات مثل النسغ من قبل عدد قليل من أنواع الليمور. أوردت التقارير استغلال نضحات في 18 نوعًا من النباتات وفقط في المناطق الجافة في الجنوب والغرب من مدغشقر. فقط ليمور ماسالا أشعب العلامة وليمور كوكرل الفأري العملاق يستهلكان بانتظام نسغ الأشجار. لم يرد في التقراير شيءًا عن اللحاء كبندًا غذائيًا هامًا في الوجبات الغذائية لليمور، ولكن لا يقل عن أربعة أنواع يأكلن منه: الآيآي، والليمور الرشيق أحمر الذيل، والليمور البني الشائع، وسيفاكا فيرييوكس. وترتبط وجبات اللحاء مباشرة بوجبات الافرازات البناتية، عدا وجبات الآيآي على اللحاء في نوسي مينجابي في شمال شرق البلاد.
تم ملاحظة استهلاكها للتراب (أكل التراب) والمرجح أنه يساعدها على الهضم، ويوفر المعادن والأملاح، ويساعد على امتصاص السموم. وقد لوحظت السيفاكا تتناول التراب الذي يخلفه النمل الأبيض، ربما ليضيف النبيت الجرثومي المعوي المفيد في الأمعاء للمساعدة على هضم السليولوز من وجباتهم العشبية.

### النظم الاجتماعية
الليمور كائن اجتماعي يعيش في مجموعات تشمل في العادة أقل من 15 ليمور. لوحظت أنماط مختلفة للتنظيمات الاجتماعية منها «الانعزلية غير أنها إجتماعية»، «الانقسام الصهري»، «الروابط الزوجية»، و «مجموعات متعددة الذكور». أغلب الليمورات الليلية انعزالية لكن اجتماعية أثناء البحث عن الطعام ومنعزلة أثناء الليل ولكن في كثير من الأحيان تتواجد في مجموعات خلال النهار. درجة التنشئة الاجتماعية تختلف حسب النوع والجنس والموقع والموسم. في الكثير من الأنواع الليلية، على سبيل المثال، تتقاسم الإناث مع صغارها الأعشاش مع الإناث الأخرى وربما مع أحد الذكور، الذي له نطاق مسكن كبير يتداخل مع واحد أو أكثر من أعشاش مجموعات الإناث. في الليمور الشقيّ والليمور أشعب العلامة، واحدة أو اثنتين من الإناث قد تشترك نطاق مسكن، ربما مع ذكر. بالإضافة إلى مُشاركة الأعشاش، فهي أيضًا تتفاعل صوتيًا أو جسديًا مع شريكها الذكر أثناء البحث عن الطعام. الليمورات النهارية تُظهر العديد من النظم الاجتماعية من التي تشاهد في النسانيس والقرود، تعيش في مجموعات اجتماعية دائمه نسبياً ومتماسكة. المجموعات متعددة الذكور أكثر الأشكال شيوعًا، تمامًا كما هو الحال في معظم السعالي. الليمورات الحقيقية استفادت من هذا النظام الاجتماعي، وغالبًا ما تعيش في مجموعات من عشرة حيوانات أو أقل. وقد أظهرت الليمورات المطوقة العيش في مجموعات ذات انقسام صهري، وتشكل الليمورات الإندرية روابط زوجية.

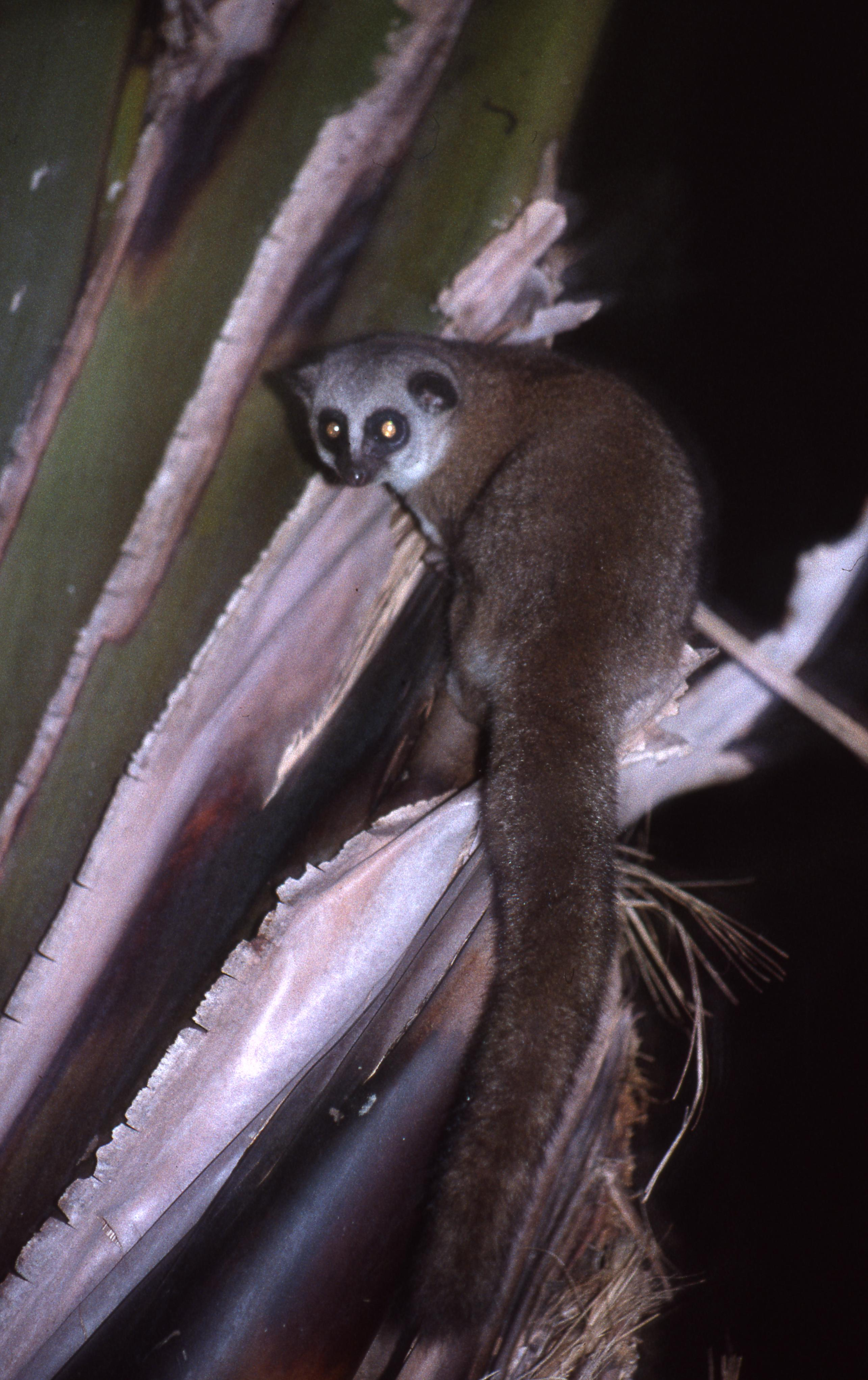
الليمورات القزمة انعزالية لكنها إجتماعية, فهي تبحث عن الطعام بمفردها لكنها تنام في مجموعات.

بعض إناث الليمور تظهر سلوكيات البقاء في/العودة إلى مسقط الرأس، حيث تبقى الإناث ضمن نطاق الولادة والذكور تهاجر عند بلوغ مرحلة النضج، وغيرها من الأنواع في كلا الجنسين سوف تهاجر. في بعض الحالات تساعد عودة الإناث إلى موطن الولادة الأصلى في شرح كيفية تطور الروابط بين الأناث في المجموعات متعددة الذكور، مثل تلك التي في الليمور حلقي الذيل، وسيفاكا ميلين إدواردس وسيفاكا فيرواكس. أسلافهم ربما كانوا أكثر إنعزالية، مع إناث ربما عشن في ثنائيات الأم والابنة. مع مرور الوقت، هذه الثنائية قد تحالفت مع غيرها من الثنائيات بين الأم وابنتها المجاورة من أجل الدفاع عن مزيد من الموارد الموزعة في نطاق مسكن واسع. إذا كان هذا صحيحًا، فإن مجموعات الليمور متعددة الذكور قد تختلف جذريًا في بنيتها الداخلية عن تلك الموجودة في نازلات الأنف (سعادين العالم القديم والقردة).
وجود هيمنة اجتماعية أنثوية يضع الليمور بعيدًا عن معظم الرئيسيات والثدييات الأخرى؛ في معظم مجتمعات الرئيسيات، الذكور هي المهيمنة إلا أن الإناث تترابط معًا لتشكيل تحالفات لتهجيرهم. ومع ذلك، العديد من أنواع الليمورات الحقيقية باستثناءات ليمور الخيزران الكبير لا يواجه الهيمنة الأنثوية. تختلف الطريقة التي تحافظ بها الإناث على هيمنتها، عندما تهيمن على مجموعة. ذكور الليمور حلقيّ الذيل تتصرف بخضوع مع أو بدون بوادر العدوان من الإناث. من ناحية أخرى، ذكور الليمور المتوج ستتصرف فقط بخضوع عندما تتصرف الإناث بقوة تجاههم. غالبًا ما ترتبط العدوانية الأنثوية، بالتغذية، ولكن هذا ليس على سبيل الحصر.
كانت هناك العديد من الفرضيات التي حاولت تفسير لماذا يواجة الليمور هيمنة اجتماعية أنثوية بينما الرئيسات الأخرى مع الهياكل الاجتماعية المماثلة لا تواجه ذلك، ولكن لم يتم التوصل إلى توافق في الآراء بعد عقود من البحث. الرأي السائد في المطبوعات ينص على «أن هيمنة الإناث هي سمة ملائمة بالنظر إلى ارتفاع كلفة التكاثر وندرة الموارد المتاحة». في الواقع، قد تُبين هيمنة الإناث أنها تكون مرتبطة بزيادة الاستثمارية الأمومية. مع ذلك، عندما تمت مقارنة كُلفة الإنجاب والموسمية الشديدة للموارد عبر الرئيسيات، تظهر الرئيسات الأخرى هيمنة الذكور في ظل ظروف مشابهة أو أكثر صعوبة من تلك التي يواجهها الليمور. في عام 2008، عدلت فرضية جديدة هذا النموذج باستخدام نظرية ألعاب بسيطة. قيل أنه عندما يقابل فردين متساوين في القدرة القتالية، الفرد مع أكثر حاجة سيفوز في الصراع لأنه سيكون لديه الكثير ليخسره. بالتالي، فإن الإناث، مع ارتفاع الاحتياجات من الموارد للحمل والرضاعة، والرعاية، كان من المرجح أن تفوز في الصراع على الموارد مع الذكور متساوية الحجم. مع ذلك، يفترض أحادية الشكل بين الجنسين. في السنة التالية، اقترحت فرضية جديدة لشرح أحادية الشكل، مشيرة إلى أن معظم إناث الليمور لا تقبل جنسيا سوى لمدة يوم أو اثنين كل عام، تستطيع الذكور أن تستغل شكل أكثر سلبية لواق التزاوج: سدادة مهبلية تسد المسالك التناسلية للأنثى، وتمنع الذكور الأخرى من التزاوج بنجاح معها، وبالتالي تقليل الحاجة إلى العدوان وطرق التطور للإزدواج الشكل الجنسي.

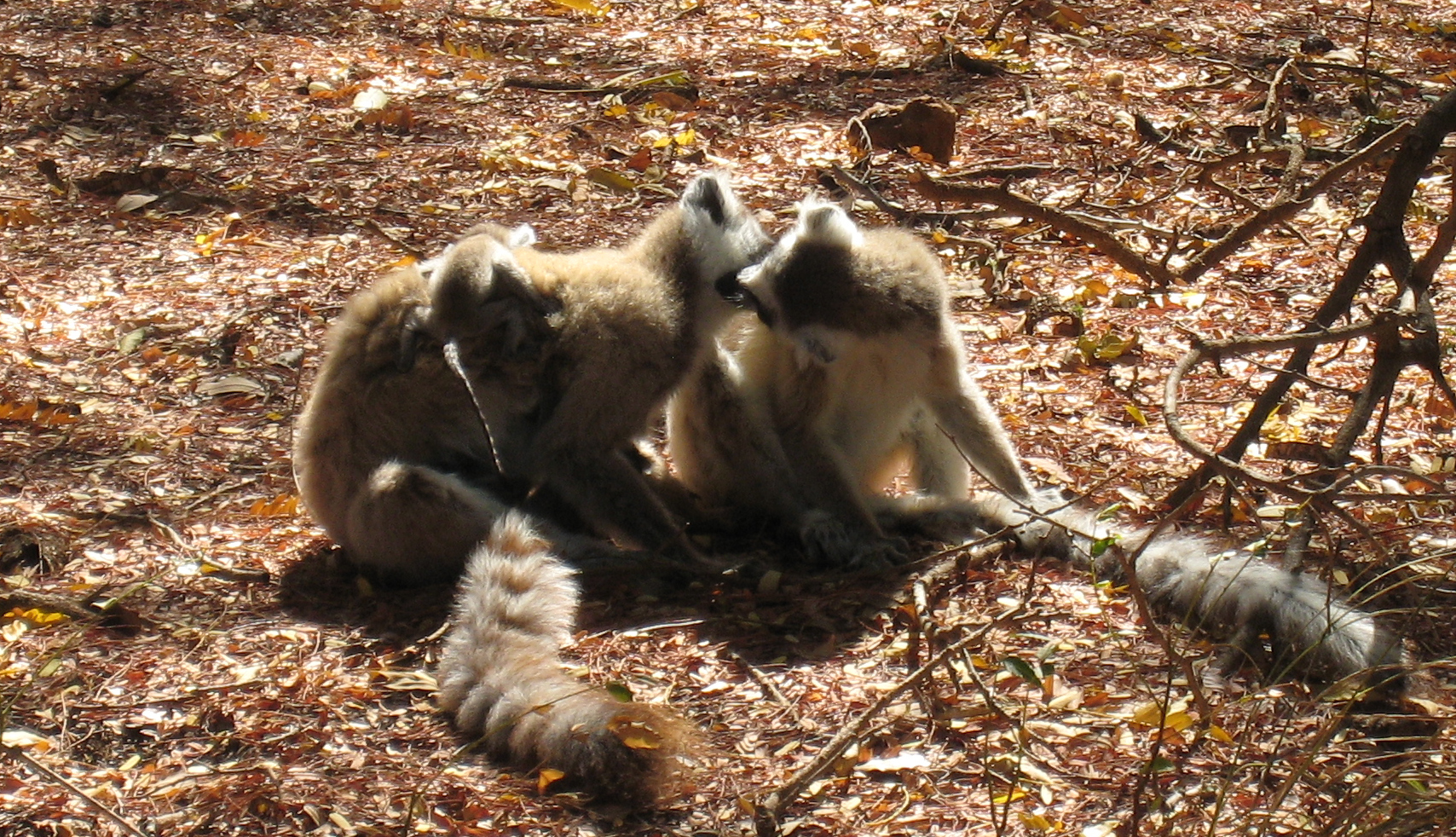
الاستمالة الإجتماعية تخدم العديد من الوظائف عند الليمورات الإجتماعية.

بصفة عامة، مستويات العدوانية تميل إلى الترابط مع ارتفاع نسبي في أنيابه. لليمورحلقي الذيل أنياب علوية طويلة وحادة في كلا الجنسين، ويجعلها تظهر أيضا مستويات عالية من العدوانية. من ناحية أخرى، الإندري، لديه أنياب أصغر ويسلك مستويات أقل في العدوان. عندما تدافع الجماعات المجاورة من نفس الأنواع عن أراضيها، يمكن للصراع أن يأخذ شكل  أشبه بالطقوس البدائية. عند السيفاكا، تنطوي هذه المعارك على طقوس التحديق، والهدر، والقفز لاحتلال أجزاء معينة من شجرة والوسم بالرائحة. الإندري يدافع عن منطقته بمجموعة طقوس «غنائية» بالمعارك.
كباقي الرئيسيات، تستخدم الليمورات الاستمالة للتخفيف من حدة التوتر وترسيخ العلاقات، وللترحيب، وعند الاستيقاظ، وعندما يستقر في النوم، وبين الأم والرضيع، وفي العلاقات بين الصغار، وللإغواءات الجنسية. على عكس السعالي، التي تخلي الفراء باليدين وتزيل الجسيمات بالأصابع أو الفم، تنظف الليمورات بعضها باستخدام ألسنتهم وبمشط الأسنان الخاصة بهم. على الرغم من الاختلافات في التقنية، لكن الاستمالة لدى الليمور تكون للأسباب نفسها كما في السعالي.

### أنماط النشاط
النظم البيولوجية قد تختلف من أصغر الليمورات الليلية إلى أكبر الليمورات النهارية. النهارية لم يتم ملاحظتها في السعالي البدائية الأخرى. نشاط الحيوان في كامل اليوم يحدث بين بعض الليمورات الكبيرة، وقليل من الرئيسيات الأخرى التي تظهر هذا النوع من النشاط، إما بشكل منتظم أو غير منتظم في ظل الظروف البيئية المتغيرة. معظم الدراسات المكثفة حول هذا النشاط كانت على الليمور الحقيقي. على الرغم من أن الليمور النمس هو أفضل النماذج الموثقة، فكل الأنواع التي درست في هذا الجنس أظهرت بعض درجات هذا السلوك، كذلك النشاط الليلي في الغالب يكون مقيد من خلال توافر الضوء ودورة القمر. وثق هذا النوع من النشاط لأول مرة في الستينيات على الليمور الحقيقي وكذلك باقي الليمورات كالليمور المطوق وليمور الخيزان. وصفت في البداية بأنها «شفقيه» (نشطه عند الفجر والغسق)، حفز عالم الأنثروبولوجيا إيان تاترسال بحوث إضافية وصاغ مصطلح جديد النشاط في كل اليوم (بالإنجليزية: cathemeral)‏، على الرغم من أن العديد من غير علماء الأنثروبولوجيا يفضلون مصطلح «يوماوي» (بالإنجليزية: circadian)‏ أو «يومية» (بالإنجليزية: diel)‏.
في السبيل إلى حفظ الطاقة والماء في المواسم البيئية العالية، الليمور الفأري واليمور القزم يُظهر دورة سلوكية موسمية من السبات حيث يكون معدل الاستقلاب ودرجة حرارة الجسم متدنية. فهي الرئيسيات الوحيدة التي يُعرف أنها تفعل ذلك. تتراكم احتياطيات الدهون في أرجلها الخلفية وقاعدة الذيل قبل مواسم الشتاء الجافة، وعندما يكون الغذاء والمياه شحيحة، ويمكن أن يظل في وضع السبات لفترات طويلة يوميًا، خلال موسم الجفاف. يمثل السبات اليومي أقل من 24 ساعة من السكون، في حين أن السبات الطويل متوسطته أسبوعين من حيث المدة والإشارات الدالة عليه. لوحظ أن الليمور الفأري يواجة سبات يستمر لعدة أيام متتالية، ولكن من المعروف أن الليمور القزم يصل سباته لمدة من ستة إلى ثمانية أشهر كل عام، لاسيما على الساحل الغربي لمدغشقر.
الليمورات القزمة هي الرئيسيات الوحيدة المعروفة بالسبات لفترات طويلة. على عكس الثدييات الأخرى من المناطق المعتدلة، والتي يجب أن توقظ بانتظام لبضعة أيام، الليمور القزم يختبر خمسة أشهر من السبات العميق المستمر (مايو حتى سبتمبر). قبل وبعد هذا السبات العميق، هناك شهران (أبريل وأكتوبر) من الفترة الانتقالية، حيث أنها سوف تبحث عن الطعام على أساس محدود للحد من الطلب على احتياطيات الدهون. على عكس أي حيوان ثديي آخر، فإن درجة حرارة جسم الليمور القزم أثناء السبات تتقلب مع درجة الحرارة المحيطة بدلًا من بقاءها منخفضة ومستقرة.
الليمورات الأخرى التي لا تُظهر نشاط السكون للحفاظ على الطاقة عن طريق تحديد الموائل الصغيرة المنتظمة حراريًا (مثل ثقوب الأشجار)، وتقاسم الأعشاش، والحد من تسطح الجسم، مثل الجلوس منحنيه. أيضا، الليمور حلقي الذيل، والليمور المطوق والسيفاكا عادة ما تعرض نفسها للشمس، وبالتالي استخدام الإشعاع الشمسي لتدفئة أجسادهم بدلًا من حرارة الأستقلاب.

### التحرك

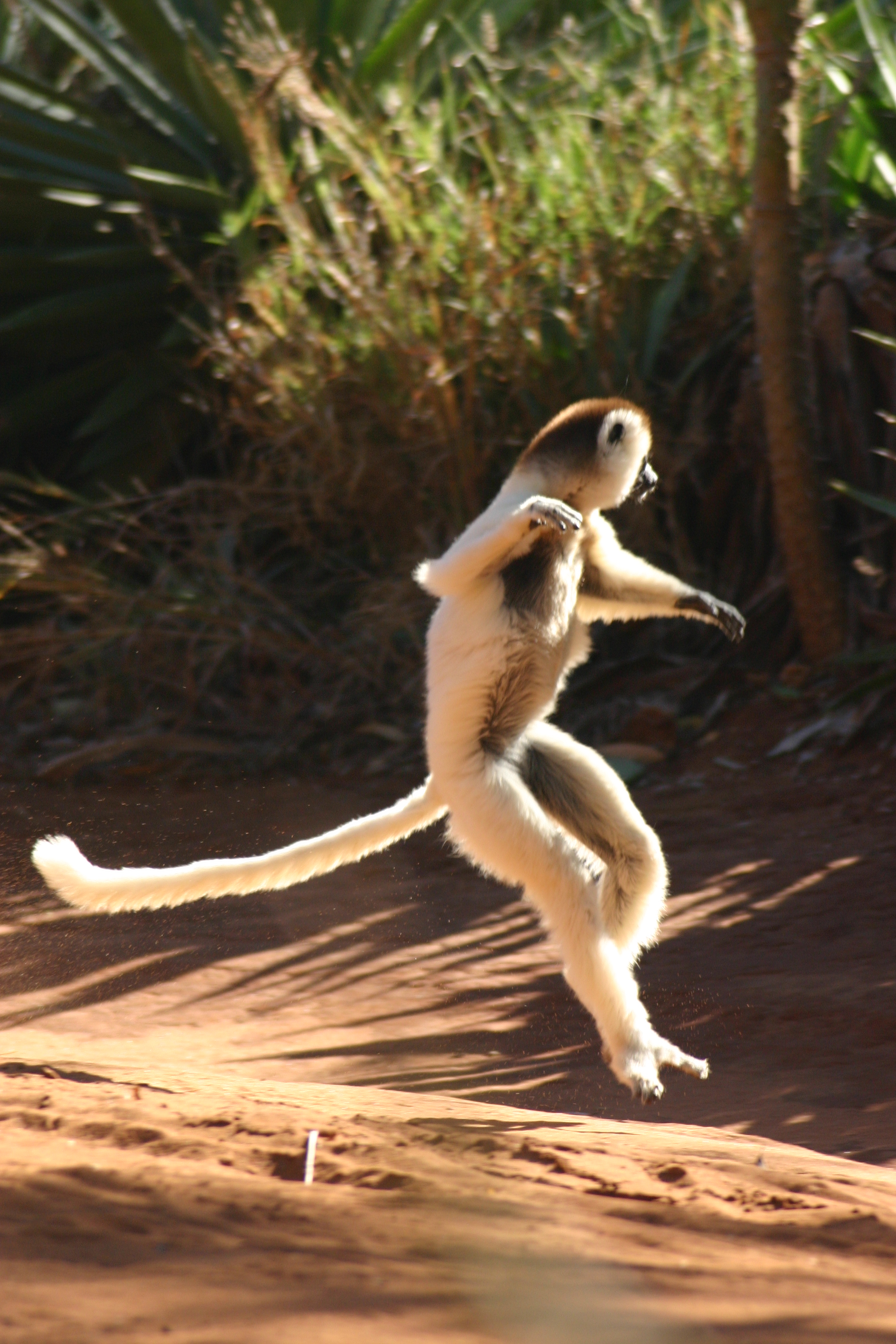
تكيفت السيفاكا خصيصًا مع التشبث الرأسي والقفز، لذلك يجب أن تقفز جانبيًا للتحرك على الأرض.

السلوك الحركي لليمورات، سواءً الحية أم المنقرضة، غاية في التنوع ويفوق التنوع عند السعالي. تُظهر الليمورات الإندرية وليمورات الخيزران وضعيات وسلوكيات حركية مثل التشبث الرأسي والنَطّ (بما في ذلك سلوك القفز)؛  أظهرت السيفاكاوات الوسيطة تنقل شجري بطئ (شبية-باللوريس) بأطرافها الأربعة؛ تظهر الليمورات الحقيقية والليمورات المطوقة تحرك شجري سريع بالأطراف الأربعة؛ تظهر الليمورات حلقية الذيل تحرك أرضي جزئيًا بالأطرف الأربعة؛ في السابق أظهر الليمور النسناسي مثل الهادروبيثيكوس تنقل رباعي الأطراف أرضي كليًا؛ أظهرت العديد من الليمورات البطيئة مثل البالايوبروبيثيكوس تعلق شبية بالكسلان. ذكر تقرير أن ليمورات خيزران ولاك ألوترا تسبح جيدًا. أحيانًا يتم الجمع بين هذه الأنواع الحركية إلى مجموعتين رئيسيتين من الليمورات، التشبث الرئسي والقفز والتحرك الشجري بالأطراف الأربعة.
براعة القفز لليمورات الإندرية تم توثيقها بشكل جيد وتحظى بشعبية كبيرة بين السياح الزائريين لمدغشقر. باستخدام ارجلها الخلفية القوية و الطويل، فإنها تقذف انفسها في الجو في وضعية مستقيمة على شجرة قريبة، وباستخدام اليدين والقدمين التي تتمسكا بالجذع. يمكن للإندريات القفز لمسافة تصل إلى 10 أمتار (33 قدم) بسرعة من جذع شجرة لجذع شجرة آخر، هذه القدرة يشار إليها باسم «القفز الارتدادي». تتمكن السيفاكا من القيام بذلك في الغابات الشوكية في جنوب مدغشقر. من غير المعروف كيف تتجنب التخوزق من الجذوع المغطاة بالشوك من النباتات الكبيرة مثل اللووديا.  عندما تكون المسافات كبيرة جدًا بين الأشجار، سوف ينزل السيفاكا إلى الأرض وسيعبر المسافات لأكثر من 100 متر (330 قدم) من خلال الوقوف في وضع مستقيم والقفز جانبيًا تركًا يده خلفه وم ثم ملوحًا بها صعودًا وهبوطًا من الصدر إلى ارتفاع الرأس، لتحقيق التوازن.  يوصف أحيانا هذا بأنه «رقص للهوب».

### التواصل
يستطيّع الليمور التواصل عن طريق الصوت والرُؤْيَة و الرائحة. فعلى سبيل المثال، الليمور حلقيّ الذيل يستخدم سلوكيات نمطية مُعقدة مثل وسم المناطق بالرائحة والتَلَفُّظ. يستخدم الليمور الإشارات البصرية بصورة أقل، لإفتقارها إلى العديد من العضلات المستخدمة في تعبيرات الوجه الشائعة لدى الرئيسيات. نظرًا لضعف الأبصار لديها، فأوضاع الجسم بالكامل وحركاته هي على الأرجح الأكثر وضوحًا. ومع ذلك، فقد أظهر الليمور حلقي الذيل تعبيرات وجه متميزة منها التحديق كإشارة للتهديد، أو يسحب شفتاه للوراء كإشارة إلى الخُضُوع، وكذلك يسحب أذنيه للوراء مع هياج في فتحت الأنف عند شم وسومات الروائح.  كما لوحظ بهذا النوع استخدام التثاؤب كتهديد. أذيالها الحلقيّة يستخدموها في التواصل عن بعد، محذرة القطعان المجاورة وتساعد في تحديد أعضاء القطيع. يعرف عن ليمور السيفاكا أنه يُظهر فمه مفتوحًا لوجه هزلي  وكذلك تكشف عن أسنانها بتكشيرة تستخدم في التفاعلات المناهضة.

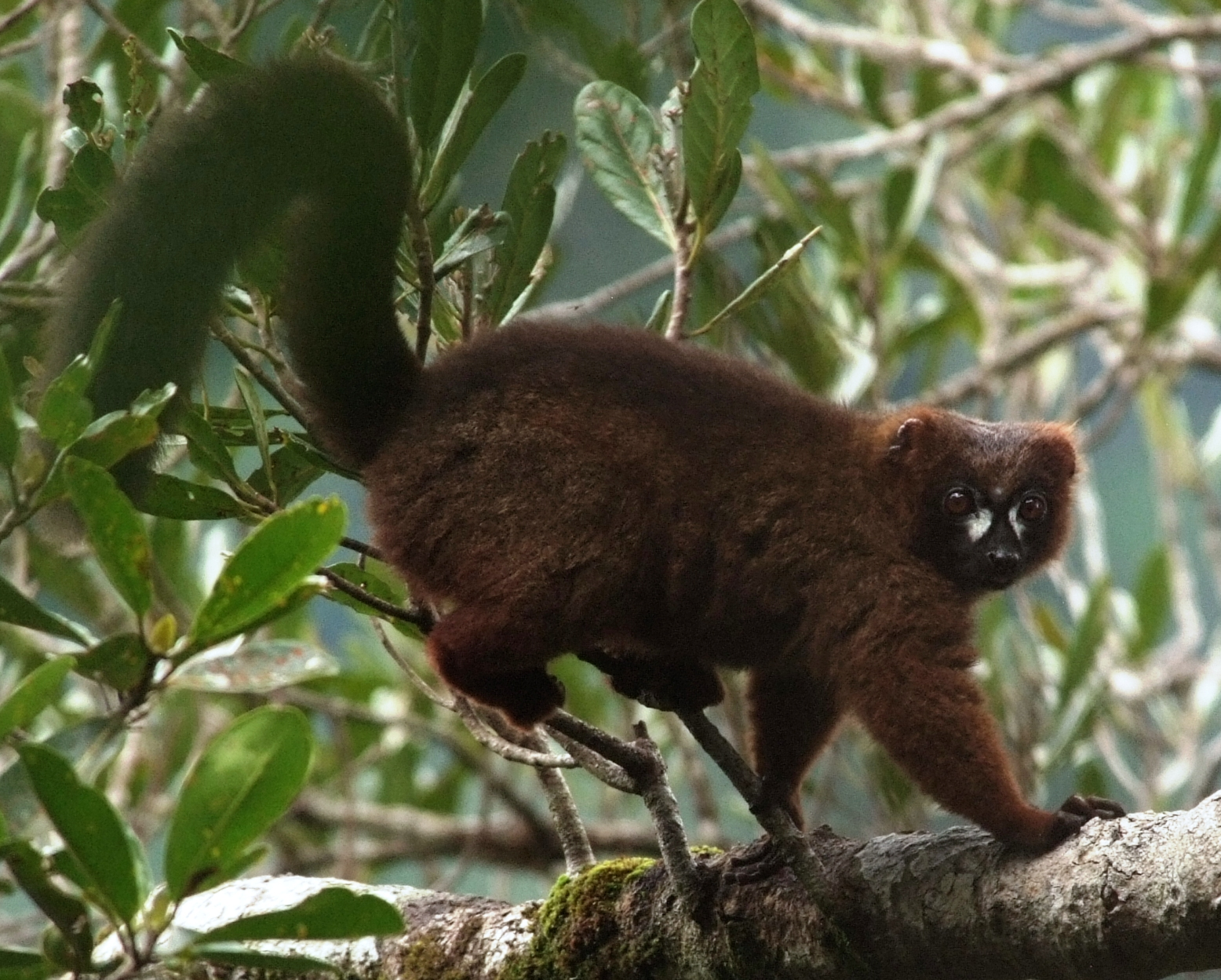
تسخدم الليمورات وسم المناطق بالرائحة كوسيلة للتواصل.

حاسة الشم مهمة بشكل خاص لحيوانات الليمور، باستثناء الليموريات الصوفية، التي تفتقر إلى غدد الرائحة الشائعة لدي الليموريات والمنطقة الشمية في الدماغ متقلصة بشكل كبير. يمكن لحاسة الشم نقل المعلومات عن العمر والجنس والحالة الإنجابية، فضلا عن ترسيم حدود الإقليم الخاص بها. وهي مفيدة للغاية للاتصال بين الحيوانات التي نادرا ما تصادف بعضها البعض. لليموريات الليلية الصغيرة توسم أراضيها بالبول، بينما تستخدم، الأنواع النهارية الأكبر غدد رائحة تقع في أجزاء مختلفة من تشريحهم. ليمور حلقي الذيل يشارك في «معارك نتنة» عن طريق فرك ذيله عبر غدد الرائحة على المعصمين، ومن ثم التحريك ذيله على المعارضين الآخرين من الذكور. بعض الليمور تتغَوّط في مناطق محددة، والمعروف باسم السلوك المراحيض. على الرغم من أن الكثير من الحيوانات تُظهر هذا السلوك إلا أنه نادر الحدوث بين الرئيسيات. يمكن أن يمثل سلوك المرحاض وضع العلامات على الإقاليم والمساعدة في الإشارت بين الأنواع.
بالمقارنة مع غيرها من الثدييات، الرئيسيات بشكل عام هي صوتية، والليمور ليست استثناء. بعض أنواع الليمور لديها مجموعة صوتيات واسعة، بما في ذلك الليمور حلقي الذيل والليمور المطوق. بعض النداءات الأكثر شيوعا بين الليمور هي نداءات التنبيه المفترس. يستجيب الليمور ليس فقط لنداءات التنبيه من الأنواع الخاصة بهم، ولكن أيضا مكالمات التنبيه من الأنواع الأخرى، وتلك الطيور غير المفترسة. ليمور حلقي الذيل وعدد قليل من الأنواع الأخرى لديها نداءات وردود فعل مختلفة على أنواع معينة من الحيوانات المفترسة. مع نداءات التزاوج، قد تبين أن الليمور الفأري الذي لا يمكن تمييزها بصريا تستجيب بقوة أكبر لنداءات الأنواع الخاصة بهم، ولا سيما عندما تتعرض لدعوات الليمور الفأري الأخرى أنها سوف تواجه عادة ضمن نطاق وطنهم. ويمكن أيضا أن تكون نداءات الليمور بصوت عالٍ جدًا وتُحمل لمسافات طويلة. الليمور المطوق يستخدم العديد من النداءات بصوت عالٍ يمكن سماعه لمسافة تصل إلى 1 كم (0.62 ميل) بعيدًا في يوم صافي وهادئ.  الليمور الأعلى صوت اهو الإندري الذي يمكن سماع نداءاته من مسافة تصل إلى 2 كم (1.2 ميل) أو أكثر، وبالتالي التواصل بشكل أكثر فعالية الحدود الإقليمية لها أكثر من 34-40 هكتار (0،13-0،15 ميل مربع) مجموعة المنزل. كل من الليمور المطوق والإندري يعرض نداءات معدية، حيث فرد واحد أو مجموعة يبدأ في الصراخ بصوت عال وآخرين داخل المنطقة الانضمام إليها. الأصوات الصادرة من الإندري يمكن أن تستمر 45 ثانية لأكثر من 3 دقائق، ويميل إلى تنسيق لتشكيل دويتو مستقرة مماثلة لتلك التي في جيبون.
يستخدم الاتصال عن طريق اللمس (حاسة اللمس) معظمهم من الليمور في شكل الاستمالة، وعلى الرغم من أن ليمور حلقي الذيل كتل معا أيضا على النوم (في أمر يحدده رتبة)، تمد يدها وتمس أعضاء المجاورة، والأصفاد الأعضاء الآخرين. الوصول ولمس شخص آخر في هذا النوع وقد تبين أن يكون سلوك مذعن، الذي قام به الحيوانات الأصغر سنا أو مذعن نحو كبار السن وأكثر هيمنة من القوات. Allogrooming، ومع ذلك، يبدو أن تحدث بشكل متكرر أكثر بين الأفراد أعلى مرتبة، وهي سمة مشتركة مع الأنواع الأخرى الرئيسيات. على عكس السعالي، يبدو الليمور الاستمالة أن يكون أكثر حميمية والمتبادلة، وغالبا ما تقابل مباشرة. السعالي، من ناحية أخرى، استخدم الاستمالة  لإدارة التفاعلات ناهض. ومن المعروف أن الليمور حلقي الذيل ليكون اللمس جدا، تنفق ما بين 5 و 11? من وقته الاستمالة.
| نموذج من نداءات الليمور | نموذج من نداءات الليمور |
| ----------------------- | ----------------------- |
|                         |                         |

### تجنب المفترسات
جميع أنواع الليمور تواجه بعض ضغوط الافتراس. وتشمل الدفاعات المشتركة ضد الافتراس استخدام دعوات التنبيه ومهاجمة المفترس، معظمهم الليمورات النهارية.  قد تطورت قدرات قفز الليمور لتجنب الحيوانات المفترسة بدلا من الرحيل، وفقا لدراسة في علم الحركة. الليمور الليلية يصعب رؤية وتتبعها في الليل وتنخفض من رؤية من خلال البحث عن الطعام بمفردها. أنها محاولة أيضا لتجنب الحيوانات المفترسة باستخدام إخفاء مواقع النوم، مثل أعشاش، ثقوب الأشجار، أو الغطاء النباتي الكثيف،  ويمكن أيضا تجنب بعض المناطق التي يرتادها الحيوانات المفترسة عن طريق الكشف عن رائحة فضلاتها.  وبالتناوب بين مواقع متعددة النوم. حتى وضع السبات بين الليموريات الفأرية قد يكون يرجع ذلك جزئيا إلى مستويات عالية من الافتراس.  يتم حماية الرضع أثناء البحث عن الطعام إما بتركهم في العش أو بوضعهم في مكان مخفي، حيث لا يزال الرضيع متحرك في غياب الوالد.
الليمورات النهارية مرئية خلال النهار، لذلك كثير ما تعيش في مجموعات، حيث يزايد عدد العيون والآذان يساعد في الكشف عن المفترس. تستخدم الليمورات النهارية نداءات التنبيه، حتى تلك الأنواع الليمور والطيور الأخرى غير المفترسة. الليمور حلقي الذيل لديه نداءات مختلفة وردود فعل على فئات مختلفة من الحيوانات المفترسة، مثل الطيور المفترسة، والثدييات، أو الثعابين.  بعض الليمور، مثل indri، استخدم crypsis للتمويه عن أنفسهم. وكثيرا ما سمعت أنهم ولكن من الصعب أن نرى في الأشجار بسبب الضوء خافتا، مما اكسبها سمعة بأنها «أشباح الغابة».

### التكاثر
يتكاثر الليمور موسميًا بموسم تكاثر وإنجاب قصير جدًا متأثر بتوافر الموارد الغذائية الموسمية الموجودة في بيئتهم، وذلك بإستثناء الآيآي و ليمور خيزران ألوترا.  في العادة ما يدوم موسم التزاوج لأقل من ثلاث أسابيع من كل عام، تفتح الإناث مهبلها لساعات أو أيام قليلة من أكثرها تقبلًا خلال دورة الشَبَق (الدّورَة النّزوِيّة عِندَ الحَيَوان). يبدو أن هذه النوافذ الضيقة للتكاثر وتوافر الموارد مرتبطة بفترات حمل قصيرة، ونضج سريع، وانخفاض معدل الاستقلاب القاعدي، فضلًا عن ارتفاع طاقة التكاثر المطلوبة بالنسبة للإناث. قد يعزى هذا أيضًا إلى ارتفاع معدل الوفيات نسبيًا بين الإناث البالغات ونسبة أعلى من الذكور البالغين في بعض تجمعات الليمور، وكلاهما سمات غير مألوفة بين الرئيسيات. وفي كلًا من الآيآي وليمور لاك إلاوترا اللطيف، تحدث الولادة على مدى فترة تتجاوز ستة أشهر.
يؤقت الليمور مواسم التزاوج والولادة بحيث تتزام جميع فترات الفطام مع أفضل وقت لتوافر الغذاء. يحدث الفطام سواء قبل أو بعد فترة وجيزة من نمو أول الأضراس الدائمة في الليمور. الليمورات الفأرية قادرة على احتواء دورة التربية بأكملها في موسم الأمطار، في حين الليمورات الأكبر، مثل السيفاكا، يجب أن تُرضع لمدة شهرين خلال موسم الجفاف. بقاء الرضع أحياء في بعض الأنواع، مثل سيفاكا ميلن-إدواردس، قد تبين أنه يتأثر مباشرة بكلًا من الظروف البيئية ورتبة وعمر وصحة الأم. موسم التربية يتأثر أيضًا بالموقع الجغرافي. على سبيل المثال، تلد الليمورات الفأرية بين سبتمبر وأكتوبر في موطنها الأصلي نصف الكرة الجنوبي، ولكن من مايو إلى يونيو في موطنها بالأسر في نصف الكرة الشمالي.

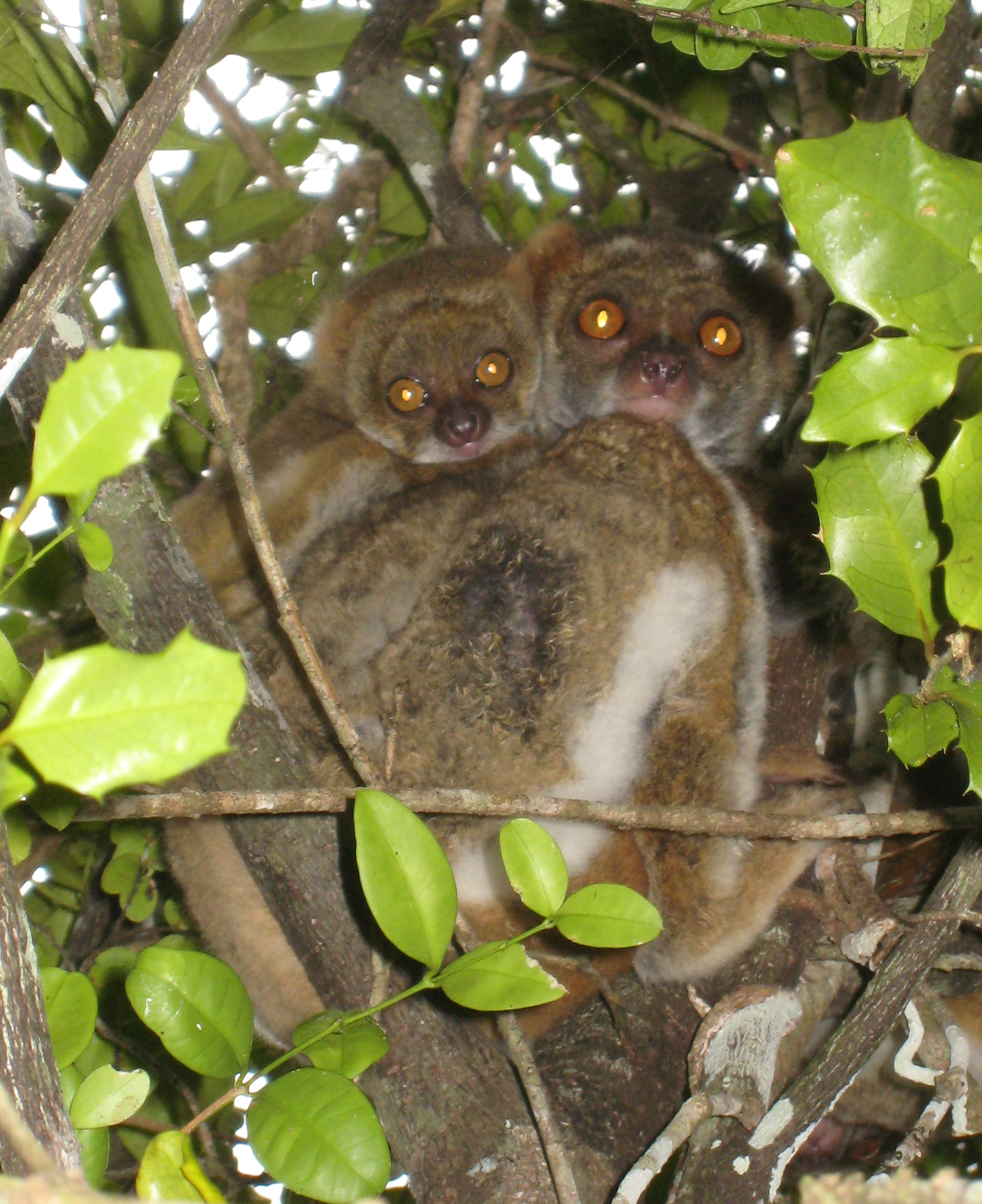
الليمور الصوفي هي ليلى ويلد عادة رضيع واحد، والذي يحمله معها بينما تبحث عن طعام.

تتكاثف عوامل الرائحة في تكاثر الليمور. تتصاعد نشاطات الوسم بالرائحة خلال موسم التزاوج قد تنسق الفيرمونات وقت التكاثر للإناث عند حيز الدّورَة النّزوِيّة. التزاوج يمكن أن يكون إما أحادي أو متعدد لكل من الذكور والإناث، والتزاوج يمكن أن تشمل الأفراد من خارج المجموعة. وتشمل الليمورات أحادية الزواج الليمور أحمر البطن والليمور النمس. على الرغم من أن الليمور النمس وقد لوحظ أنه تزاوج خارج رابطة الزوج.  الزواج الأحادي هو الأكثر شيوعا بين الأنواع ليلية، رغم بعض المنافسة المعرض التدافع، وقمع الجنسي من المرؤوسين، أو المسابقات بين الذكور التي تجنب القتال المباشر. في الليمور الفأري، الذكور تستخدم سدادات الحيوانات المنوية، وضعت الخصيتين الموسع خلال موسم التزاوج، وتطوير حجم مثنوية الشكل (على الأرجح بسبب تضخم الخصيتين). هذه تشير إلى وجود نظام التزاوج المعروف باسم تعدد الزوجات المنافسة والتدافع، حيث الذكور لا يستطيعون الدفاع عن الإناث أو الموارد التي قد تجذبهم.
تختلف فترة الحمل بين الليمورات، تتراوح من 9 أسابيع في الليمور الفأري و 9-10 أسابيع في الليمور القزم إلى 18-24 أسبوع في الليمورات الأخرى. الليمورات الليلية الصغيرة، مثل الليمور الفأري، والليمور الفأري العملاق، والليمور القزم، عادة ما تلد أكثر من ذرية واحد، في حين أن الليمورات الليلية الكبيرة، مثل الليمور أشعب العلامة، والليمور الشقي، والآيآي عادة ما يكون لهم ذرية واحدة. في الليمور القزم والفأري قد تصل إلى أربعة ذريات، ولكن متوسط كلًا منهما اثنين فقط. الليمور المطوق هو الليمور النهاري الكبير الوحيد الذي يلد باستمرار اثنين أو ثلاث. جميع الليمورات الأخرى لها ولادة واحدة. حالات تعدد المواليد في الليمور عادة ما تكون توائم، ويُعرف حدوثها في كل 5-6 ولادات في الأنواع مثل الليمور حلقي الذيل وبعض أنواع الليمور الحقيقي.
بعد أن تولد الذريّة، يقوم الليمور إما بحملها أو تخبئتها في أثناء البحث عن الطعام. عند تنقلها، إما أن يشبث الرضيع بفراء الأم أو تُمسكها الأم بفمها من القفا. في بعض الأنواع، مثل ليمور الخيزران، يُحمل الرضع عن طريق الفم حتى يكونوا قادرين على التشبث بفراء أمهم. الأنواع التي تحجز نسلها تشمل الأنواع الليلية (على سبيل المثال الليمور الفاري، والليمور الشقي، والليمور القزم)، وليمور الخيزران، والليمور المطوق. في حالة الليمور المطوق، يكون الصغار بحاجة إلى الإطعام وتبني الأمهات أعشاشًا لها، مثل الكثير من أصغر الأنواع الليمور الليلية. الليمورات الصوفية مختلفه عن الليمورات الليلية لكونها تعيش في مجموعات عائلية متماسكة ويحملوا أبنائهم معهم بدلًا من حجزهم. تعدد الأبوية ذُكرت في جميع أُسر الليمور باستثناء الليمور الشقي والآيآي. ومن المعروف أيضًا أن المعاجة الجماعية تحدث في عدة مجموعات ليمور. وقد لوحظت أن الذكور ترعى الرضع في أنواع مثل الليمور ذو البطن الأحمر، والليمور النمسي،  وليمور الخيزران الشرقي، وسيفاكا الحريري، والليمور القزم ثمين الذيل، والليمور المطوق.
سمة أخرى تضع معظم الليمورات بعيدًا عن الرئيسيات أشباهُ الإنسان هي طول مدة حياتها مع زيادة في وفيات الرضع. العديد من الليمورات، بما في ذلك الليمور حلقي الذيل، تكيفت مع البيئة الموسمية للغاية، والتي أثرت على معدل المواليد، والنضج، ونسبة ولادة التوائم (الاختيار R). هذا يساعدهم على الاستعادة بسرعة من تدهورات الجماعات. في الاسر، يسطيع الليمور العيش ضعف مدة حياته في البرية، مستفيدًا من من التغذية المتسقة التي تلبي احتياجاته الغذائية، والتقدم الطبي، والتحسن في فهم متطلبات إسكانهم. في عام 1960، أُعتقد أن الليمور بإمكانه أن يعيش بين 23 و 25 عامًا. ونحن نعرف الآن أن الأنواع الكبيرة يمكنها أن تعيش لأكثر من 30 عام دون أن تُظهر علامات التقادم (الشيخوخة) ويظل قادرًا على الإنجاب.

### القدرات الادراكية واستخدام الأدوات
أعتبرت الليمورات تقليديًا بأنها أقل ذكاءً من السعالي، مثل النسانيس والقرود التي غالبًا ما توصف بأنها الأكثرها دهاء وخداع.
العديد من أنواع الليمور، مثل السيفاكا والليمور حلقيّ الذيل، سجل تدني في اختبارات مصممة للسعادين في حين كانت النتيجة مشابهة للسعادين في إختبارات أخرى. هذه المقارنات قد لا تكون عادلة لأن الليمور يفضل التعامل مع الأشياء بفمه (بدلًا من يده) وفقط تأخذ الأشياء اهتمامًا منها عندما يكون في الأسر. أظهرت الدراسات الحديثة أن الليمور يعرض مستويات من الذكاء التقني على قدم المساواة مع العديد من الرئيسيات الأخرى، على الرغم من أنها أقل في كثير من الأحيان في التعامل مع الأشياء. استخدام الأدوات من قبل الليمور لا يُشّهد له في البرية، وإن كانت قد أثبت الليمور البني والليمور حلقي الذيل في الأسر أنها تكون قادرة على فهم واستخدام الأدوات.
لوحظ وجود عدد قليل من الليمور لديه أدمغة كبيرة نسبيًا. كان الليمور النسناسي المنقرض كبير مثل ذكر الرباح وكان له دماغ كبير الحجم نسبيًا، مما يجعله أكبر حجم دماغ بالنسبة لحجم الجسم بين جميع السعالي البدائية. وكان للآيآي أيضًا معدل كتلة الدماغ إلى الجسم كبيرة، والتي قد تشير إلى وجود مستوى أعلى من الذكاء. مع ذلك، فعلى الرغم من وجود أداة مدمجة رقيقة ممدوده في الاصبع الأوسط، تستخدم لصيد يرقات الحشرات، فقد أظهر أختبار الآيآي صورة سيئة في استخدام الأدوات الدخيلة.

## الدراسات البيئة
مدغشقر ليست فقط تحتوي على منطقتين مختلفتين جذريًا في المناخ، الغابات المطيرة في الشرق والمناطق الجافة في الغرب، ولكن أيضًا التقلبات البيئية من الجفاف الممتد إلى الأعاصير مُشَكِلة الفيضانات.  تلك التحديات المناخية والجغرافية بالإضافة إلى التربة الفقيرة، وإنخفاض إنتاجية النباتات، ونطاقات واسعة من تعقيد النظام البيئي، والافتقار إلى إثمار الأشجار بانتظام (مثل أشجار التين) دفعت تطور الليمور إلى تنوع مورفولوجي وسلوكي هائل. فبقائهم على قيد الحياة قد يتطلب القدرة على تحمل النقيضين باستمرار، وليس المتوسطات السنوية.
ملء الليمور أنماط حياتية تشغل عادة من قبل النسانيس والسناجب ونقار الخشب، وذوات الحوافر الرعوية. مع تنوع عمليات التأقلم لبيئات محددة، الموئل المختارة لليمور في الأسر وبعض الأجناس غالبًا ما تكون مميزة للغاية، لتقليل من المنافسة. يمكن أن تتعايش خمسة أنواع من اليمورات الليلية من الغابات الأكثر موسمية في الغرب مع بعضها خلال موسم الأمطار نظرًا لارتفاع وفرة الغذاء. ومع ذلك، فثلاثة من هذه الأنواع الخمسة لكي تتحمل موسم الجفاف الشديد، تعمل على أن تستفيد من الأنماط الغذائية المختلفة وسماتها الفسيولوجية تسمح لها بالتعايش مع هذه الظروف: يتغذى الليمور أشعب العلامة على صمغ الشجر، والليمورات الرشيقة تتغذي على الأوراق، والليمور الفأري العملاق يتغذى أحيانًا على إفرازات الحشرات. النوعين الآخرين، الليمور الفأري الرمادي والليمور القزم دهني الذيل يجنبا المنافسة عن طريق تقليل النشاط. الليمور الفأري الرمادي يستخدم نوبات السُبات، بينما الليمور القزم دهني الذيل يميل إلى بيات شتوي كامل. وبالمثل، على الساحل الشرقي تركز جميع الأجناس على غذاء محدد ومخصص لتجنب الكثير من التداخل. الليمور البني والليمور المطوق آكلات للفواكه، والإندريات آكلات لأوراق الأشجار وليمور الخيزران مُتخصص في الخيزران والأعشاب الأخرى. مرة أخرى، الاختلافات الغذائية الموسمية فضلًا عن الفروق الدقيقة في تفضيلات الركازة، وطبقات الغابات المستخدمة، ودورة النشاط، والتنظيم الاجتماعي تمكن أنواع الليمور أن تتعايش، على الرغم من أن هذه المرة ترتبط الأنواع بشكل وثيق وتتشابه أنماطها الحياتيه. ينطوي أحد الأمثلة التقليدية على تقسيم الموارد بين ثلاثة أنواع من ليمور الخيزران التي تعيش على مقربة في مناطق الغابات الصغيرة: ليمور الخيزران الذهبي، وليمور الخيزران الكبير، وليمور الخيزران الشرقي الصغير. كل يستخدم إما نوعا مختلفا من الخيزران، وأجزاء مختلفة من النبات، أو طبقات مختلفة من الغابة. المغذيات ومحتوى السم (مثل السيانيد) يساعد على تنظيم مجموعة مختارة من الطعام، على الرغم من التفضيلات الغذائية الموسمية التي تلعب دورها هي الأخرى.
الأنظمة الغذائية لليمور تشمل أكل الفواكه والحشرات وأوراق الشجر، بعض الأنواع يتأقلم في حين أن آخرين متخصصون في أطعمة معينة مثل الإفرازات النباتية (الصمغ) والخيزران. في بعض الحالات، تعود أنماط تغذية الليمور  بالفائدة المباشرة على الحياة النباتية الأصلية. عندما يستغل الليمور الرحيق، فإنها قد تكون بمثابة الملقحات طالما لا تُتلف الأجزاء الجوهرية للزهرة. في الواقع، العديد من النباتات المزهرة الملغاشية إثبات الصفات لا علاقة لها التلقيح الليمور محددة، وتشير الدراسات إلى أن بعض الأنواع النهارية، مثل الليمور الأحمر البطن والليمور الطوقية، بمثابة الملقحات الرئيسية. المثالين على النباتات التي تعتمد على الليمور للتلقيح الموز الكاذب وأنواع من أشاة البقوليات ليانا  نثر البذور هو شيء آخر من الخدمات التي تقدمها الليمورات. بعد مرورها من خلال القناة الهضمية لليمور، الشجرة وكرمة البذور تظهر وفيات أقل وتنبت أسرع. سلوك المراحيض التي أظهرتها بعض الليمورات قد تساعد في تحسين نوعية التربة وتسهيل نثر البذور. لما لها من أهمية في الحفاظ على غابات صحية، الليمور الثامرة قد توصف بأنها مُتَنافِعات الأنواع الرئيسية.
تتأثر جميع الليموات وخصوصًا الأنواع الصغيرة بالافتراس وكذلك هي فريسة هامة للحيوانات المفترسة. البشر هم أكثر المعتدين على الليمورات النهارية، على الرغم من المحرمات التي تمنع أحيانًا الصيد والأكل لأنواع معينة من الليمور.  وتشمل الحيوانات المفترسة الأخرى الفوسكا والقطط الضالة والكلاب المحلية، والثعابين والطيور الجارحة النهارية، والبوم، والتماسيح. النسور العملاقة المنقرضة، بما في ذلك نوع أو نوعين من جنس العقبان الحقيقة والنسور المدغشقرية العملاقة المتوج، فضلًا عن الفوسكا العملاقة التي كانت كانت تفترس الليمور في السابق، وربما بما في ذلك الليمورات الأحفورية العملاقة أو ذريتها اليافعة. يشير وجود مثل هذه الليمورات الكبيرة المنقرضة إلى أن التفاعلات بين الضواري والفرائس التي شملت الليمور كانت أكثر تعقيدًا مما هي عليه اليوم. اليوم، أحجام المفترسات يقتصر على البوم بالنسبة إلى الليمورات الصغيرة في العادة 100 غرام (3.5 أونصة) أو أقل، في حين أن الليمورات الكبيرة تسقط ضحية الطيور الجارحة النهارية الكبيرة، مثل صقور-هارير المدغشقرية والصقر المدغشقري.

## الدراسات العلمية
أوجه التشابه التي يشترك فيها الليمور مع السعالي، مثل النظام الغذائي والتنظيم الاجتماعي، بالإضافة إلى صفاته الفريدة، هذا كله جعل من الليمور أكثر الثدييات المدغشقرية دراسة. كثيرًا ما تركز البحوث على الرابط بين البيئة والتنظيم الاجتماعي وأيضًا على سلوكياته ودراسات علم التشريح فيما يتعلق بوظيفة الأعضاء. ساعدت الدراسات الخاصة بتاريخهم وسلوكهم والبيئة على فهم تطور الرئيسيات، للإعتقاد بأنهم يتبادلوا أوجه التشابه مع أسلاف الرئيسات.
ظل الليمور محور اهتمام السلاسل الأفرودية وخطط العمل والأدلة الميدانية والأعمال الكلاسيكية في السلوكيات. مع ذلك، أنواع قليلة هي التي درست بدقة حتى الآن، وكانت معظم الأبحاث أولية وتقتصر على موقع واحد. تم نشر العديد من الأبحاث العلمية مؤخرًا لشرح الجوانب الأساسية للسلوك والبيئة فقط من الأنواع غير المعروفة جيدًا. أعطت الدراسات الميدانية رؤى حول الديناميات السكانية وعلم البيئة التطوري لمعظم الأجناس والكثير من الأنواع. البحوث الطويلة الأمد التي تركز على ليمورات محددة في مهدها، وبدأت فقط لبضع تجمعات. ومع ذلك، فرص التعلم تتضاءل كما تدمير الموائل وعوامل أخرى تهدد وجود تجمعات الليمور في جميع أنحاء الجزيرة.

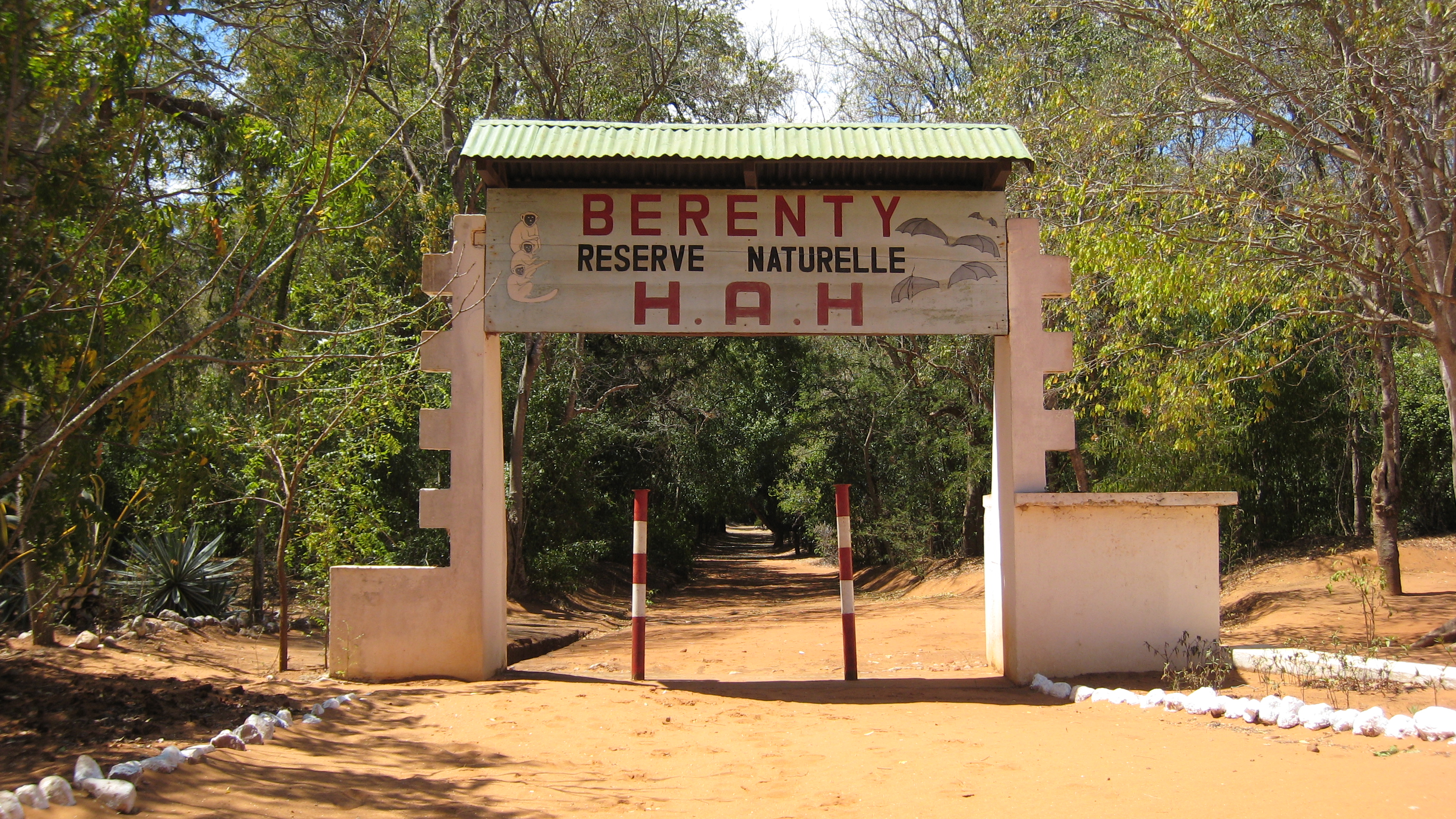
محمية برنتي الخاصة في جنوب مدغشقر وجهة سياحة وكذلك موقع أبحاث. أجرى أليسون جولي أبحاثه بها عام 1962.

ورد الليمور في سجلات رحلات البحارة لما يعود إلى 1608 وسنة 1658 التي تم وصف على الأقل سبعة أنواع للليمور بالتفصيل من قبل التاجر الفرنسي، إتيان دي فلاكورت، الذي ربما كان الجهة الغربية فقط لرؤية وقائع وجود ليمور(انقرضت الآن) عملاق، الذي وصفه تري تري تري تري. في حوالي 1703 بدأ التجار والبحارة جلب الليمور إلى أوروبا وفي ذلك الوقت وصف وشرح جيمس بيتيفر العطار الندني، الليمور النمسي. ابتداء من عام 1751، بدأت الرسام اللندني جورج إدواردز تصف وتوضح بعض الأنواع الليمور، والتي تم تضمينها في عدد قليل من طبعات مختلفة من نظام الطبيعة لكارل لينيوس. في ستينيات وسبعينيات القرن السابع عشر بدأ عالم الطبيعة الفرنسي جورج دي بوفون ولويس جان ماري دوبنتون وصف تشريح عدة أنواع من الليمور. كان أول عالم طبيعي يسافر للتعليق على الليمور فيليبيرت كوميرسون في عام 1771، ومع ذلك كان بيير سونيرات الذي سجل أكبر مجموعة متنوعة من أنواع الليمور خلال أسفاره.
خلال القرن 19، كان هناك انفجار في أوصاف وأسماء جديدة الليمور، الذي استغرق في وقت لاحق عقود أن فصل أنواعها. خلال هذا الوقت، جمع هواة جمع العينات المحترفين للمتاحف، معارض الوحوش، وخزائن. وكان بعض من هواة الجمع الكبار يوهانس هيلدبراندت وتشارلز ايمانويل فورسيث ماجور. من هذه المجموعات، بالإضافة إلى زيادة الملاحظات من الليمور في بيئاتها الطبيعية، واصل متحف النظاميات شاملًا ألبرت غونتر وجون إدوارد غراي المساهمة في أسماء جديدة لأنواع الليمور الجديدة. ومع ذلك، فإن مساهمات الأبرز منذ هذا القرن تشمل أعمال ألفريد جرانديديير، عالم الطبيعة والمستكشف الذي كرس نفسه لدراسة التاريخ الطبيعي لمدغشقر والسكان المحليين. ومع مساعدة من ألفونس ميلن-إدواردز، اتضحت معظم أنواع الليمور النهارية في هذا الوقت. ومع ذلك، أخذ مجال التسميات التصنيفية لليمور شكله الحديث في العشرينيات والثلاثينيات، وأصبح موحد من قبل إرنست شوارتز عام 1931. 
على الرغم من أن تصنيف الليمور قد تطور إلا أنه لم يكن حتى الخمسينيات و الستينيات في الوضع الطبيعي (أو في الموقع) حيث بدأت دراسة سلوك الليمور وبيئته في النمو. قام جان جاك بيتر و أرليت بيتر بجولة في مدغشقر في عام 1956 و 1957 وراقب العديد من أنواع الليمور وإبدا الملاحظات الهامة حول تجمعاتها الاجتماعية والتكاثر. في عام 1960 حيث أستقلت مدغشقر عرض ديفيد أتينبورو فيلم تجاري عن الليمور في أوروبا. بتوجيه من جون بوتنر-جانش، الذي أسس مركز ديوك للليمور في عام 1966، سافر أليسون جولي لمدغشقر في عام 1962 لدراسة النظام الغذائي والسلوك الاجتماعي للليمور حلقيّ الذيل وليمور السيفاكا في منطقة بيرينتي الوقائية الخاصة. أوجد جاك بيتر و أرليت بيتر ووألسون جولي حقبة جديدة من الاهتمام في بيئة الليمور وسلوكه وتمت متابعتهم قريبا من قبل علماء الأنثروبولوجيا مثل أليسون ريتشارد، روبرت سوسمان، إيان تاترسال، وغيرها الكثير. في أعقاب الاضطرابات السياسية التي حدثت في منتصف السبعينيات و الثورة المدغشقرية، استأنفت الدراسات الميدانية في الثمانينيات، ويرجع الفضل في ذلك جزئيا إلى تجدد مشاركة مركز ديوك ليمور تحت إشراف سيمونز إلوين وجهود الحفظ لباتريشيا رايت. في العقود التي تلت ذلك، تم بذل جهود جبارة في دراسات الليمور وتم اكتشاف العديد من الأنواع الجديدة.
خارج الموضع الطبيعي للبحوث (أو البحث خارج الموقع) أصبح أيضًا ذا شعبية كبيرة بين الباحثين المتطلعين إلى الإجابة على الأسئلة التي يصعب اختبارها في هذا المجال. على سبيل المثال، الجهود الرامية لسلسلة جينات للليمور الفأري الرمادي سيساعد الباحثين على فهم أي الصفات الوراثية وضعت الرئيسيات جانبًا عن غيرها من الثدييات، وسوف تساعد في نهاية المطاف في فهم أي الصفات الجينية التي وَضَعَت البشر جانِبا عن باقي الرئيسيات الأخرى. أحد أهم المرافق البحثية الطَلِيعِيّة لدراسة الليمور هو مركز ديوك ليمور (DLC) في دورهام بولاية كارولينا الشمالية. فإنه يحافظ على أكبر عدد من تجمعات الليمور في الأسر خارج مدغشقر، وهو ما يكفل البحوث غير العدوانية والتربية في الأسر. وقد أجريت العديد من المشاريع البحثية الهامة هناك، بما في ذلك دراسات في الفاض الليمور والأبحاث الحركية الأساسية، وتحرك ثنائيات الحركة، وآثار التعقيد الاجتماعي التعليلي المتعدي، والدراسات التي تنطوي على قدرة إدراك الليمور لتنظيم واسترجاع متواليات من الذاكرة. المرافق الأخرى، مثل مؤسسة الحفاظ على ليمور، وتقع بالقرب من مدينة مَيكّا، فلوريدا، قد استضافت أيضًا المشاريع البحثية، مثل التي بدت في قدرة الليمور 'على التحديد التفضيلي لأدوات بناءً على الصفات الوظيفية.

## الحماية
الليمورات مُهددة من قبل مشكلات بيئية عدة، بما في ذلك إزالة الغابات، وصيد لحوم الأدغال، والعيش في الآسر لتجارة الحيوانات الأليفة الغريبة، وتغير المناخ. جميع الأنواع تُدرِجها معاهدة التجارة العالمية لأصناف الحيوان والنبات البري المهدد بالإنقراض (تعرف اختصارًا «سايتس») الملحق الأول، التي تحظر التجارة في العينات أو الأجزاء، إلا للأغراض العلمية. اعتبارا من عام 2005، أدرج الاتحاد الدولي لحفظ الطبيعة 16٪ من جميع أنواع الليمور بأنها معرض للخطر للغاية، و 23٪ أنها أنواع مهددة بالانقراض، و 25٪ باعتبارها غير محصنه، 28٪ بأنها «بيانات ناقصة»، و8٪ فقط غير مهدده. على مدى الخمس سنوات التالية تم تحديد ما لا يقل عن 28 نوعًا، وليس لأي منها حالة حفظ مقدرة. يرجح أن يعتبر العديد من أنواع الليمور مهددة لأن فصائل الليمور الجديدة الموصوفة مؤخرًا عادة ما تكون محصورة في مناطق صغيرة. وبالنظر إلى معدل استمرار تدمير الموائل، يمكن أن تنقرض الأنواع غير المكتشفة قبل أن يتم تحديدها.
منذ وصول البشر إلى الجزيرة منذ حوالي 2000 سنة، اختفت جميع الفقاريات المدغشقرية المستوطنة الأكثر من 10 كجم (22 رطل)، بما في ذلك 17 نوعا، 8 أجناس، و 3 فصائل من الليمور. وقد تضمنت لجنة بقاء الأنواع (IUCN / SSC)، جمعية رتبة الرئيسيات الدولية (IPS)، ومنظمة الحفظ الدولية (CI) ما يصل إلى خمسة الليمور في فترة السنتين الخاصة بهم «أعلى 25 رئيسي مهدد بالانقراض». تضم قائمة 2008 2010 ليمور الخيزران الكبير والليمور رمادي الرأس  والليمور الأسود أزرق العينين وليمور الشمال الشقي وسيفاكا الحريري. في عام 2012، خلص تقييم من قبل الفريق المتخصص في الرئيسيات من الاتحاد الدولي لحفظ الطبيعة (IUCN) أن 90٪ من الأنواع الموصوفة ثم 103 من الليمور يجب أن يتم سرد على أنها مهددة على القائمة الحمراء للأنواع المهددة بالانقراض،  مما يجعل الليمور الأكثر المجموعات المهددة بالانقراض من الثدييات. كرر الاتحاد الدولي لحفظ الطبيعة قلقه في عام 2013، مشيرا إلى أن 90٪ من جميع أنواع الليمور يمكن أن تكون تنقرض في غضون 20 إلى 25 عاما ما لم تنفذ خطة للحماية بتكلفة 7 ملايين دولار أمريكي لمدة 3 سنوات تهدف إلى مساعدة المجتمعات المحلية يمكن تنفيذها.
مدغشقر هي واحدة من أفقر البلدان في العالم، مع ارتفاع معدل النمو السكاني ليصل لـ2.5٪ سنويا، وحوالي 70٪ من السكان يعيشون في مستوى فقر. ثقل كاهل البلاد أيضًا مع مستويات عالية من الديون والموارد المحدودة. قد عقدت هذه القضايا الاجتماعية والاقتصادية جهود الحفظ، على الرغم من أن جزيرة مدغشقر قد تم الاعتراف بها من قبل IUCN / SSC كمنطقة الرئيسيات الحرجة لأكثر من 20 عاما. نظرا لصغيرة أرض المنطقة نسبيًا 587,045 كم2 (226,659 ميل مربع)، بالمقارنة مع غيرها من مناطق التنوع البيولوجي ذات الأولوية العالية ومستويات عالية من التوطن، وتعتبر دولة واحدة من النقاط الساخنة للتنوع البيولوجي الأكثر أهمية في العالم، مع الحفاظ على الليمور كونها عالية الأولوية. وعلى الرغم من التشديد المضاف للحفظ، فليس هناك مؤشر على أن الانقراض الذي بدأ مع وصول البشر قد وصل إلى نهايته.

### التهديدات في البرية
المصدر الأكبر للمخاوف التي تواجه تجمعات الليمور هو تدمير الموائل وتدهورها. إزالة الغابات يأخذ شكل استخدام الكفاف المحلية، مثل زراعة القطع والحرق (المشار إليها باسم تافي في مدغشقر)، وإنشاء المراعي للماشية من خلال الحرق، وجمع الأخشاب الشرعي وغير الشرعي لجمع الحطب أو لإنتاج الفحم؛ التعدين التجاري، وقطع الأشجار غير القانوني للأخشاب الصلبة الثمينة لتصديرها للأسواق الخارجية. بعد قرون من التدهور غير المستدام، فضلًا عن تدمير الغابات المتصاعد بسرعة منذ عام 1950،  أقل من 60،000 كم2 (23،000 ميل مربع) أو 10٪ من مساحة الأراضي في مدغشقر لا تزال مُشَجّرة. فقط 17،000 كم2 (6،600 ميل مربع) أو 3٪ من مساحة اليابسة في الجزيرة محمي وبسبب الظروف الاقتصادية الصعبة وعدم الاستقرار السياسي، فإن معظم المناطق المحمية تدار ويدافع عنها بغير فعالية. تم وضع بعض المناطق المحمية جانبًا لأنها كانت محمية بشكل طبيعي عن طريق كونها بمناطق نائية ومكان معزول، في كثير من الأحيان على المنحدرات الحادة. المناطق الأخرى، مثل الغابات الجافة والغابات الشوكية بالغرب والجنوب، تتلقي القليل من الحماية ومعرضة لخطر جدي من تعرُضها للتدمير.
قد تكون بعض الأنواع في خطر الانقراض حتى من دون إزالة الغابات بالكامل، مثل الليمور المطوق، والتي تعتبر حساسة جدًا للاضطرابات في الموئل. إذا تتم إزالة الأشجار المثمرة الكبيرة، قد تحافظ الغابة على بعض أفراد الأنواع ونجاح تكاثرها يمكن أن يتأثر لسنوات. التجمعات الصغيرة قد تكون قادرة على الاستمرار في قطع منعزلة من الغابات لمدة 20 إلى 40 سنة بسبب مرات التولَّدٌ الطويلة، ولكن في المدى الطويل، هذه التجمعات قد لا تكون قادر على الحياة والنمو. التجمعات الصغيرة والمنعزلة أيضًا تواجهة خطر الاستئصال من الكوارث الطبيعية وتفشي الأمراض (الأوبئة الحيوانية). اثنين من الأمراض القاتلة لليمور ويمكن أن تؤثر بشدة في تجمعات الليمور المعزولة هي داء المقوسات، الذي ينتشر عن طريق القطط الضالة، وفيروس الحلأ البسيط التي يحملها البشر.
تغير المناخ الكوارث الطبيعية المتصلة بالطقس أيضًا تهدد بقاء الليمور. على مدى السنوات ال 1000 الماضية، المناطق الغربية والمرتفعات قد نمت بجفاف بشكل ملحوظ، ولكن في العقود القليلة الماضية، أصبح الجفاف الشديد على نحو أكثر تواترًا بكثير. هناك دلائل تشير إلى أن إزالة وتجزئة الغابات تعجل من هذا الجفاف التدريجي. ويشعر بآثار الجفاف حتى في الغابات المطيرة. مع انخفاض هطول الأمطار السنوي فالأشجار الكبيرة التي تشكل المظلة عالية تعاني من الفشل في الإثمار وانخفاض في إنتاج أوراق جديدة، والتي تفضلها الليمور آكل الأوراق. يمكن الأعاصير إقتلاع أوراق الشجر وهدم الأشجار المظلة وخلق الانهيارات الأرضية والفيضانات. وبهذا قد تترك تجمعات الليمور دون فاكهة أو أوراق حتى في فصل الربيع التالي، والتي تتطلب منهم العيش على أطعمة الأزمات، مثل النباتات الطفيلية.
يتم اصطياد الليمور للغذاء من قبل المدغشقرين المحليين، إما من أجل الكفاف أو لتزويد سوق اللحوم الفاخرة في المدن الكبرى. معظم المناطق الريفية المدغشقرية لا تعي المقصود من «المهددة بالانقراض»، كما أنها لا تعرف أن صيد الليمور غير القانوني أو أن الليمور لا يوجد سوى في مدغشقر. العديد من المدغشقرين لديهم محرمات، أو «فادي»، عن الصيد وأكل الليمور، ولكن هذا لا يمنع الصيد في مناطق عديدة. على الرغم من الصيد كان تهديدا ليمور السكان في الماضي، فقد أصبح في الآونة الأخيرة تهديدا أكثر خطورة وتدهور الظروف الاجتماعية والاقتصادية. تسببت المصاعب الاقتصادية الناس على التحرك في جميع أنحاء البلاد بحثا عن العمل، مما يؤدي التقاليد المحلية للتفكك. وقد تؤثر فترات الجفاف والمجاعات في تجاوز تقاليد «الفادى» التي تحمي الليمور.أكبر الأنواع، مثل سيفاكا والطوقية الليمور، هي أهداف مشتركة، ولكن كما تصاد أصغر الأنواع أو يتم صيدها عن طريق الخطأ في الافخاخ المعدة للفريسة أكبر. تستطيع مجموعات الصيد المنظمة ذات الخبرة استخدام الأسلحة النارية وحبال الرفع والبنادق قتل ما يصل إلى 8-20 لليمور في رحلة واحدة. الجماعات المنظمة لصيد ومصائد الليمور يمكن العثور عليها في كل من المناطق غير المحمية والمناطق النائية من المناطق المحمية.  الحدائق الوطنية والمناطق المحمية الأخرى لا تتمتع بحماية كافية من قبل وكالات تطبيق القانون. فهناك عدد قليل جدا من حراس المتنزهات لتغطية مساحات واسعة، والتضاريس في بعض الأحيان داخل الحديقة وعرة للغاية للتحقق بانتظام.
وإن لم يكن كبيرا مثل إزالة الغابات والصيد، وبعض الليمور، مثل الليمور المتوج وغيرها من الأنواع التي تم الاحتفاظ بنجاح في الأسر، يتم الاحتفاظ أحيانا كحيوانات أليفة غريبة من قبل الناس مدغشقر. يتم الاحتفاظ ليمور الخيزران أيضا كحيوانات أليفة، على الرغم من أنها البقاء على قيد الحياة فقط لمدة تصل إلى شهرين. تعيش المقبوض لتجارة الحيوانات الأليفة الغريبة في البلدان الأكثر ثراء لا يعتبر عادة تهديدا بسبب لوائح صارمة لمراقبة الصادرات.

### جهود المحافظة عليه

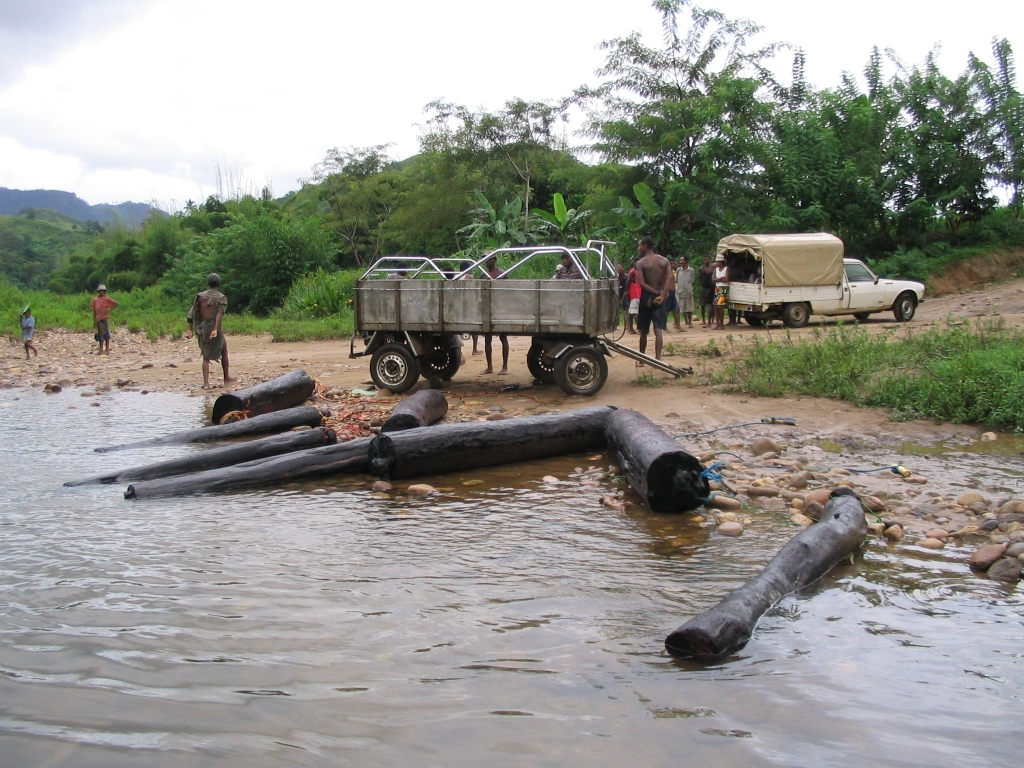
تقطع الأشجار ذات الجودة العالية بطريقة غير شرعية من المتنزهات الوطنية مثل ماروجيجي

وجَهت الليمورات مزيدًا من الاهتمام لمدغشقر ولأنواعه المهددة بالانقراض. كذلك تعد بمثابة نوع رمزي، وأبرزها هو الليمور حلقي الذيل، الذي يعتبر رمزًا للدولة. وُجُود الليمور في المتنزهات الوطنية يساعد في تحريك السياحة البيئية، مما يساعد المجتمعات المحلية خصوصًا التي تعيش في محيط الحدائق الوطنية، نظرًا لأنه يوفر فرص العمل ويتلقى المجتمع نصف رسوم دخول الحديقة. في حالة متنزة رانومافانا الوطني، تنافس فرص العمل والإيرادات الأخرى من الأبحاث العلمية على المدى الطويل السياحة البيئية.
ابتداء من عام 1927، أعلنت حكومة مدغشقر بأن جميع الليمورات «محمية»، من خلال إنشاء المناطق المحمية التي تصنف الآن تحت ثلاث فئات: حدائق وطنية، المحميات الطبيعية المُشَدِّدة، والمحميات الخاصة. يوجد حاليًا 18 متنزة وطنية، و5 محميات طبيعة، و 22 محمية خاصة، فضلًا عن العديد من المحميات الخاصة الصغيرة الأخرى، مثل محيمة بيرينتي ومحمية سانت لوسي الخاصة، وكلاهما بالقرب فورت دوفين. جميع المناطق محمية، باستثناء المحميات الخاصة، تضم ما يقرب من 3٪  من مساحة مدغشقر وتتم إدارتها من قبل متنزهات مدغشقر الوطنية، وكذلك غيرها من المنظمات غير الحكومية، بما في ذلك منظمة الحماية الدولية، وجمعية المحافظة على الحياة البرية، والصندوق العالمي للطبيعة. يتم تغطية معظم أنواع الليمور من قبل هذه الشبكة من المناطق المحمية، وعدد قليل من الأنواع يمكن العثور عليه في الحدائق أو المحميات المتعددة.
ومما يسهل أيضًا الحفاظ عليها من قبل مجموعة الحيوانات بمدغشقر، وهي جمعية تضم ما يقرب من 40 حديقة حيوان ومنظمات متصلة بها، بما في ذلك مركز ديوك لليمور، وجمعية دوريل الموثوقه للحفاظ على الحياة البرية، وحديقة حيوان سانت لويس. هذه المنظمات الدولية غير الحكومية تدعم بارك إيفولوينا المدغشقرية مما يساعد على حماية محمية بيتامبونا والمناطق المحمية الأخرى، ويشجع على البحث الميداني، وبرامج التربية، وخطط الحفظ، والتعليم في حدائق الحيوان.  أحد  مشاريعهم الرئيسية الأخرى معني بإطلاق سراح الليمور المطوق الأبيض-الأسود المأسورة، والمصممة للمساعدة في إعادة التجمعات المتضائلة داخل محمية بيتامبونا.

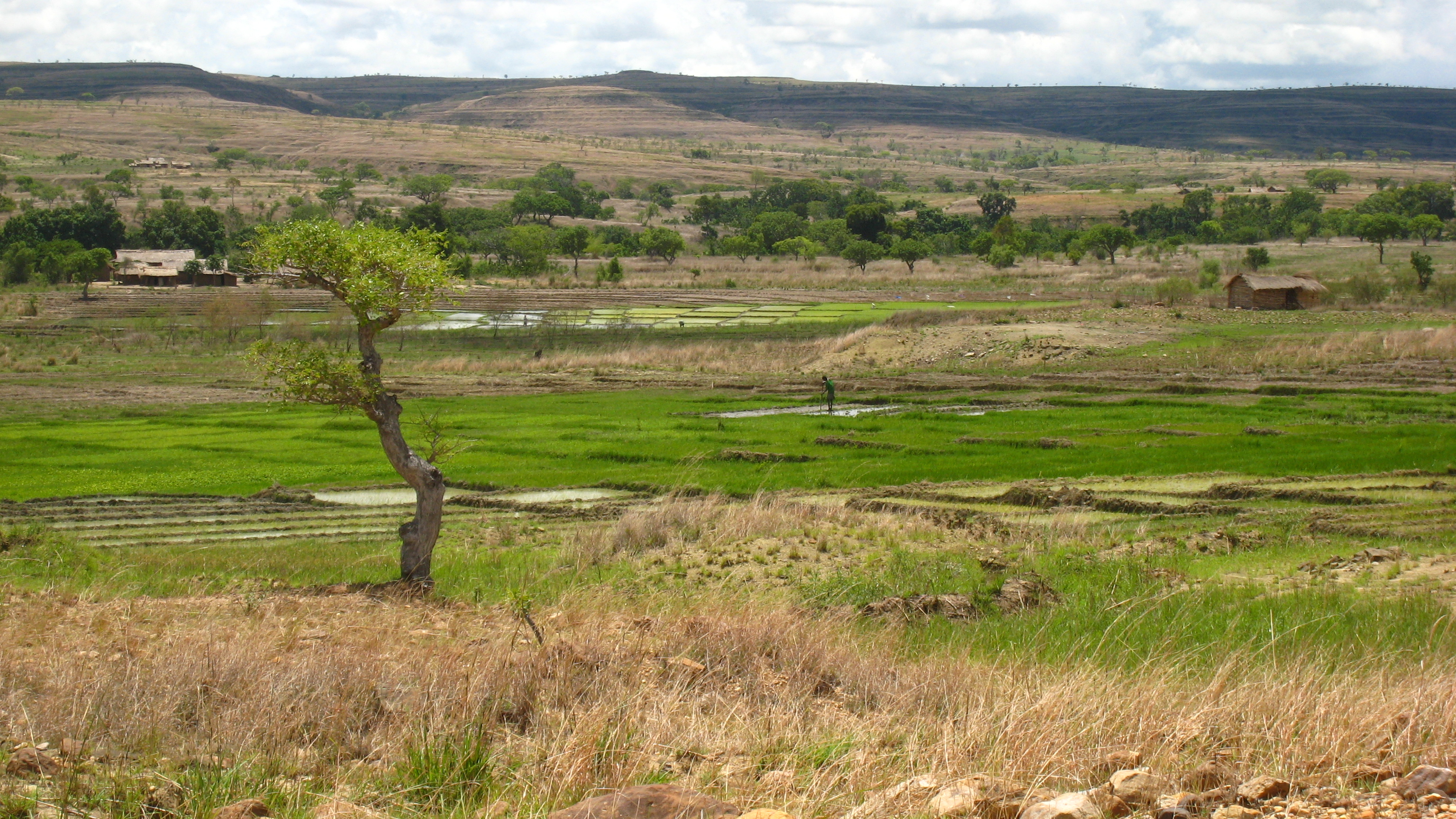
حقول الأرز تحل تدريجيًا محل موائل الليمور، خاصةً في الجزء الأوسط من الجزيرة.

هناك حاجة إلى ممرات موئل لربط هذه المناطق المحمية بحيث لا تصبح التجمعات الصغيرة معزولة. في سبتمبر 2003 في ديربان، جنوب أفريقيا، وعد الرئيس السابق لمدغشقر مارك رافالومانانا إلى مضاعفة حجم المناطق المحمية ثلاث أضعاف ما هو عليه في خمس سنوات. وأصبح هذا يعرف باسم «رؤية ديربان». في يونيو 2007 شملت لجنة التراث العالمي جزء كبير من الغابات المطيرة الشرقية في مدغشقر باعتبارها مواقع جديدة للتراث العالمي لليونسكو.
تخفيف عبء الديون قد يساعد مدغشقر على حماية تنوعها البيولوجي. مع الأزمة السياسية عام 2009، وانتشار قطع الأشجار غير المشروع وتهددت الغابات المطيرة في شمال شرق البلاد، بما في ذلك تجمعات الليمور فيها والسياحة البيئية التي تعتمد عليها المجتمعات المحلية.
يتم الاحتفاظ بتجمعات الليمور الأسيره خارج مدغشقر في العديد من حدائق الحيوان، على الرغم من أن تنوع الأنواع محدود. السيفاكا، على سبيل المثال، لا تبقى على قيد الحياة بشكل جيد في الأسر، لذلك توجد في عدد قليل من المرافق. أكبر عدد من تجمعات الليمور الأسيره يمكن العثور عليها في مركز ليمور ديوك، التي تشمل البحوث بدون التعدي عليها وحفظها (على سبيل المثال إنسال الحيوانات الحبيسة)، والتعليم العام.  مستعمرة ليمور آخرى كبيرة بمدينة ميكا، ولاية فلوريدا  الأمريكية محمية ليمور تديره مؤسسة حماية الليمور، التي تستضيف أيضًا بحوث الليمور.

## في الثقافة
في الثقافة المدغشقرية الليمورات والحيوانات عمومًا لها «روح»، والتي تسطيع أن تنتقم إذا سُخر منها أحد أثناء حياتها أو قتلت بطريقة قاسية. لهذا، يعد الليمور، مثل عناصر أخرى كثيرة من الحياة اليومية مصدرًا للمحرمات، والمعروف محليا باسم فادي، والتي يمكن أن تستند حول قصص مع أربعة مبادئ أساسية. قرية أو منطقة قد يعتقدون بأن نوع معين من الليمور قد يكون سلف من العشيرة. قد يعتقدون أيضا أن روح ليمور قد انتقم. بدلا من ذلك، قد تظهر الحيوان باعتباره مُحسن. يعتقد أيضًا أن الليمور يضفي صفاته، جيدة أو سيئة، على الاجنة البشرية. بصفة عامة، يتوسيع نطاق فادي أبعد من معنى ممنوع، ولكن يمكن أن تشمل الأحداث التي تجلب الحظ السيئ.
أصبحت الليمورات ذات شعبية في الثقافة الغربية في السنوات الأخيرة. فقد شاهد فيلم الرسوم المتحركة مدغشقر ما يقدر بنحو 100 مليون شخص في السينما و200-300 مليون على دي في دي في جميع أنحاء العالم.

## مواضيع متعلقة
- ليمور مطوق

## وصلات خارجية
- مركز ليمور ديوك مرفق بحثي وحماية وتعليم.
- مؤسسة حماية الليمور مرفق بحثي وحماية وتعليم.
- ليمورات مدغشقر معلومات حول الليمورات والمتنزهات الوطنية الموجودة هناك.
- موقع حديقة حيوان برونكس يعرض حياة الليمور تم إنشاؤه من قبل جمعية حماية الحياة البرية التي توفر أشرطة فيديو وصور عن الليمور وكذلك الوسائل التعليمية للمعلمين وأولياء الأمور
- بي بي سي نيتشر الليمور: من أصغر رئيسيات الكوكب، الليمور الفأري، الليمور حلقي الذيل واليمور الصوفي. الأخبار والأصوات والفيديو.